# Jim Morrison

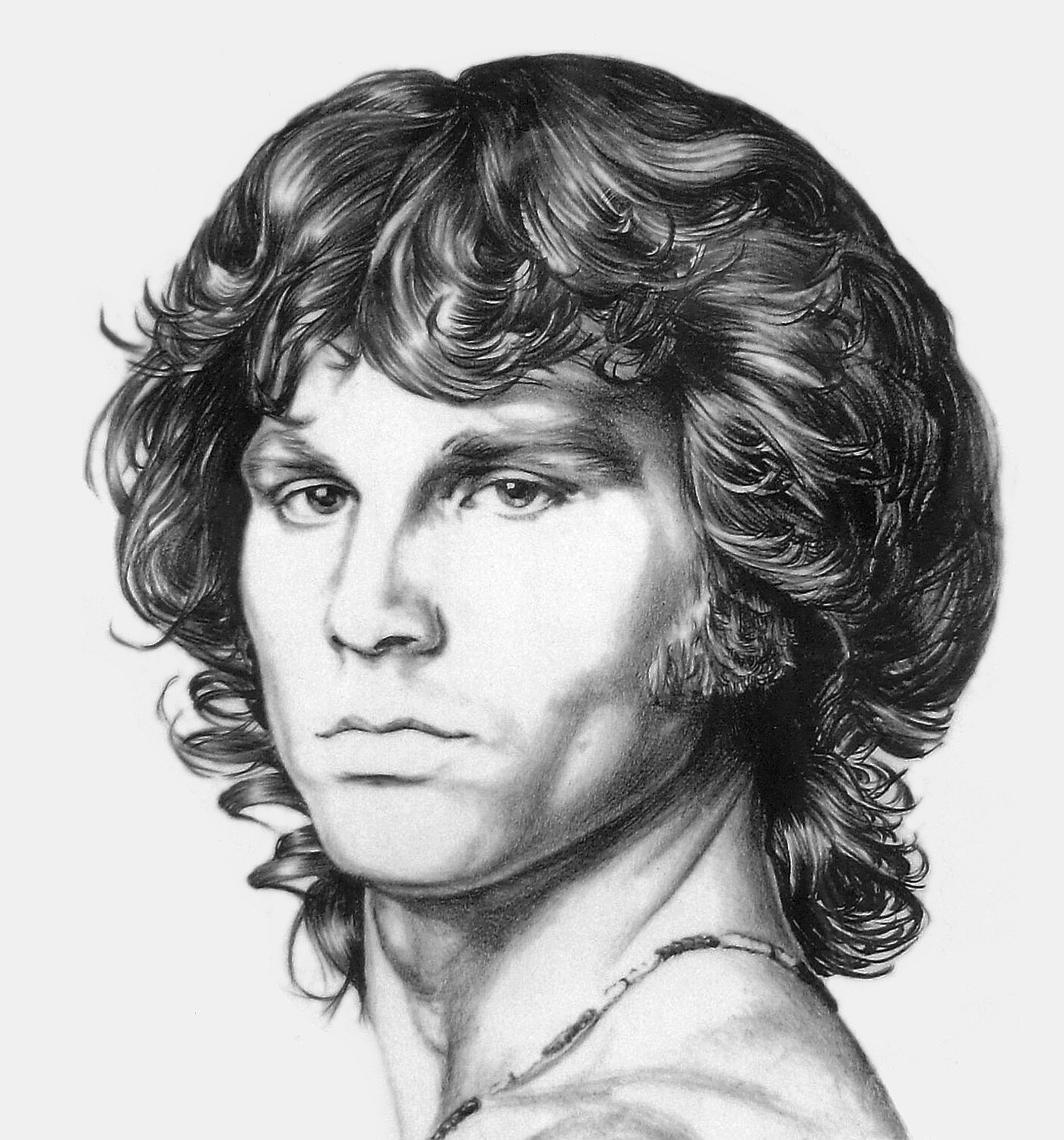
Jim Morrison auf einem Gedenkstein in Berlin-Baumschulenweg

James Douglas „Jim“ Morrison (* 8. Dezember 1943 in Melbourne, Florida; † 3. Juli 1971 in Paris) war ein US-amerikanischer Sänger, Songwriter und Lyriker. Er war der Frontmann der Rockband The Doors.
Jim Morrison gilt als Rockmusiker, der die Fantasien, Visionen, Ängste und die Selbstdestruktivität der Generation der späten 1960er Jahre artikulierte und exemplarisch auslebte. Er zählt zu den charismatischsten Persönlichkeiten der Rockmusik dieser Zeit. Gemeinsam mit den Doors erweiterte er das Repertoire der Rockmusik um mehrschichtige Konzeptstücke und Formen des Rock-Theaters. Morrison, von dem zu Lebzeiten drei Gedichtbände veröffentlicht wurden, nutzte die Doors-Konzerte regelmäßig für spontane Rezitationen poetischer Texte. Er produzierte einen Dokumentarfilm über die Doors sowie einen experimentellen Spielfilm. Morrison zählt zu den zentralen Symbolfiguren der Hippiezeit und -kultur. In seiner Schaffenszeit wurde er als Sexsymbol wahrgenommen.
Obwohl sich Morrison durch seinen Rock-Bariton und poetische Songtexte einen Namen gemacht hat, wurde er in späteren Jahren meist mit einem aufrührerischen und selbstzerstörerischen Lebensstil assoziiert. Sein früher Tod, dessen nähere Umstände nicht mit Sicherheit geklärt werden konnten, trug erheblich zur Legendenbildung um seine Person bei. Im Jahr 1993 wurde Morrison als Mitglied der Doors in die Rock and Roll Hall of Fame aufgenommen.

## Leben

### Kindheit und Jugend

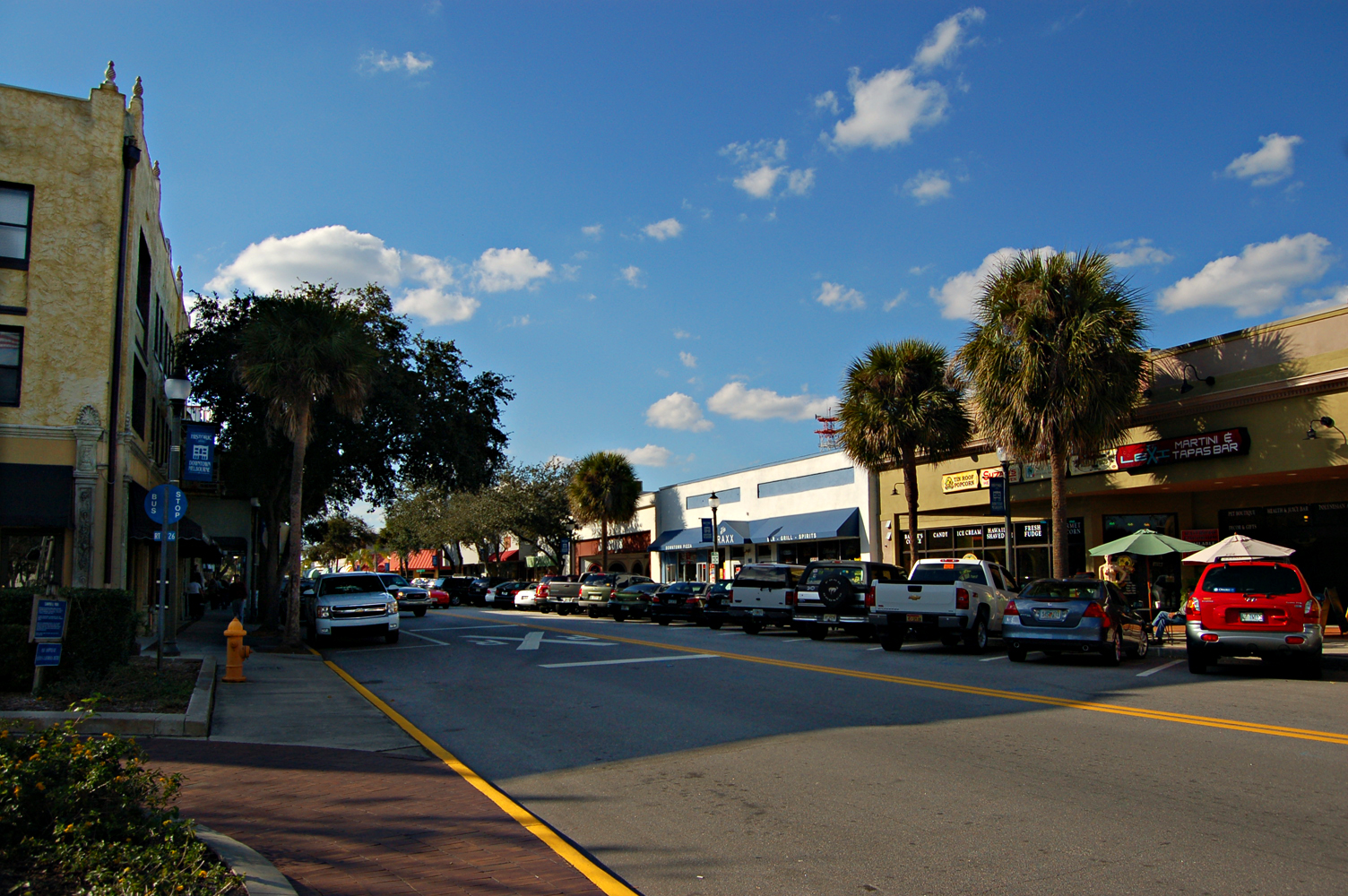
Morrisons Geburtsort Melbourne (Florida) in der Nähe des späteren Kennedy Space Center

Jim Morrison wurde als erstes Kind von George Stephen Morrison (1919–2008) und Clara Virginia Morrison (geb. Clarke, 1919–2005) geboren. Er hatte zwei Geschwister, Anne Robin (* 1947) und Andrew Lee (* 1948). Morrisons Vater war Marineoffizier. Deshalb zog Morrisons Familie häufig um. Bis zu seinem Schulabschluss lebte er in verschiedenen Städten der US-Bundesstaaten Florida und Kalifornien sowie jeweils zweimal in Washington, D.C. und Albuquerque.
Als prägende Erfahrung seiner Kindheit schilderte Morrison später, wie er als Vierjähriger auf einer Fernverkehrsstraße südwestlich Albuquerques aus dem Wagen seiner Eltern heraus einen schweren Autounfall von Pueblo- oder Hopi-Indianern beobachtet habe. Auf dieses Schlüsselerlebnis nahm Morrison regelmäßig in Songtexten, Gedichten und Interviews Bezug. In seinen Texten spielte sich das Erlebnis an einem verunglückten Lastwagen ab, vor dem verletzte und tote Indianer auf der Straße lagen. Die Eltern hielten an, und Morrisons Vater sah nach, ob er helfen könne. Bei einer Tankstelle in der Umgebung verständigte sein Vater die Highway-Polizei und einen Krankenwagen. Da sein Sohn von der Konfrontation mit dem Tod verstört war, versuchte der Vater ihm einzureden, dass er den Vorfall bloß geträumt habe.
In späteren Interviews erklärte Jim Morrison, dass in diesem Moment die Seelen toter Indianer in seinen Körper gewandert seien. Bei der bekanntesten Umsetzung der Geschehnisse in dem Lied Peace Frog von der Doors-LP Morrison Hotel (1970) brachte Morrison das erlittene schwere Trauma dieser Unfallszene mit einer vermeintlichen Seelenwanderung in Verbindung:

“Indians scattered on dawn’s highway, bleeding
 Ghosts crowd the young child’s fragile, eggshell mind”

„Indianer, auf der Landstraße der Dämmerung verstreut, blutend
Geister bedrängen den schwachen, zerbrechlichen Verstand des kleinen Kindes“

Morrisons Interesse an der Kultur der indianischen Völker des US-amerikanischen Südwestens entwickelte sich während seiner Schulzeit weiter, als Morrisons Familie zeitweilig erneut in Albuquerque in New Mexico lebte und er dort Gelegenheit hatte, die Lebensräume der Ureinwohner näher kennenzulernen.

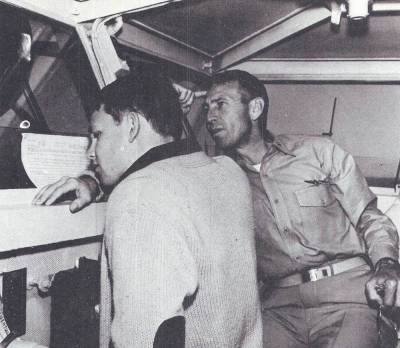
Der 20-jährige Morrison und sein Vater auf der Brücke der Bon Homme Richard, Januar 1964

Infolge der beruflich bedingten Abwesenheit des Vaters, der regelmäßigen Umzüge der Familie quer durch die Vereinigten Staaten und einer strengen Erziehung fiel Morrison als Heranwachsender trotz guter schulischer Leistungen durch ausgeprägtes Problemverhalten gegenüber Lehrern und Mitschülern auf. 1958 besuchte er die Alameda High School in Alameda (Kalifornien). Seinen Schulabschluss machte er im Juni 1961 an der George Washington High School in Alexandria (Virginia). Als Jugendlicher zog Morrison auf Wunsch seiner Eltern im September 1961 zu seinen presbyterianischen und streng abstinenten Großeltern väterlicherseits nach Clearwater (Florida). Morrison besuchte dort das St. Petersburg Junior College. Morrisons Vater wurde 1963 zum Kapitän des Flugzeugträgers Bon Homme Richard befördert. Bis zum Frühjahr 1964 versuchte der Vater vergeblich, seine Söhne für eine Karriere bei der Marine zu interessieren.
Um Jim Morrisons Sprachempfinden zu schulen, schenkte sein Vater ihm bei seinen Besuchen daheim häufig Bücher. Früh begriff Morrison die Sprache als mächtiges Werkzeug, unter anderem um sich gegen missliebige Autoritäten aufzulehnen. Im Alter von zwölf Jahren verfasste Morrison in Notizbüchern seine ersten, zum Teil aggressiv satirischen Gedichte, die er „Radio Essays“ nannte. Er las früh die unkonventionellen Bücher der Beat Generation. Dazu gehörten insbesondere Jack Kerouacs Schlüsselroman Unterwegs, aber auch Werke der Schriftsteller Allen Ginsberg und Lawrence Ferlinghetti, dessen „City Lights Bookstore“ Morrison 1958 in San Francisco nach der Lektüre Kerouacs mehrfach aufsuchte. Morrison studierte die Werke von Honoré de Balzac, Charles Baudelaire, Jean Cocteau, James Joyce und Arthur Rimbaud. Rimbaud war für Morrison „einer, der den Göttern das Feuer stahl und dafür bestraft werden würde.“ Morrison setzte sich mit Friedrich Nietzsches Geburt der Tragödie auseinander. Plutarchs Biografie von Alexander dem Großen beeindruckte ihn so, dass er den renommierten Friseur Jay Sebring darum bat, seine Haare nach der Vorlage einer Alexander-Büste zu schneiden. Bei späteren Aufnahmen des Fotografen Joel Brodsky, die dieser unter anderem für das Album The Doors anfertigte, orientierte sich Morrison an der Kopfhaltung dieser Büste.

### Studium und Bandgründung

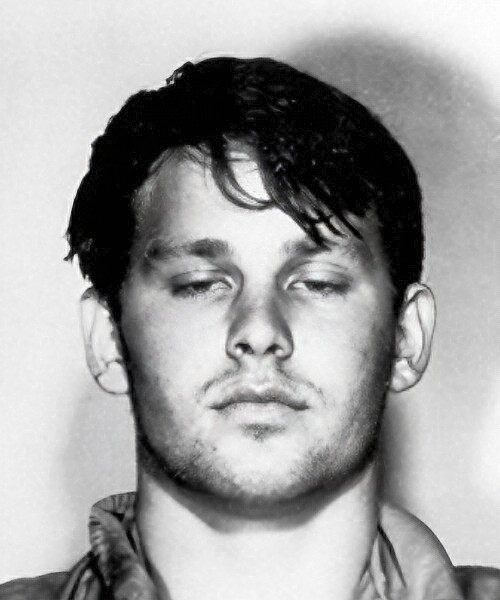
Polizeifoto von 1963

Das Studium, das er in Saint Petersburg, Florida, aufgenommen hatte, setzte Morrison zwischen 1962 und 1963 an der Florida State University in Tallahassee fort, wo ein kurzer Hochschulmarketingfilm mit ihm aufgezeichnet wurde. Morrison, der ursprünglich „Schriftsteller oder Soziologe werden“ wollte, interessierte sich zunehmend für eine Arbeit im Filmsektor. Gegen den Willen seiner Eltern bewarb er sich im Oktober 1963 für ein Studium der Film- und Theaterwissenschaft in Kalifornien. Im Januar 1964 ließ er sich am Theater Arts Department der University of California, Los Angeles, (UCLA) einschreiben und belegte dort Kurse beim österreichisch-amerikanischen Regisseur Josef von Sternberg. An der UCLA produzierte er auf der Grundlage von Aufnahmen eines Kommilitonen den Kurzfilm First Love, der ebenso wie ein zweiter Film voller abrupter Brüche zu kontroversen Reaktionen und vehementer Ablehnung in den Filmseminaren führte. Im Juni 1965 schloss Morrison sein Studium erfolgreich mit einem Bachelor of Science der „Kinematographie“ ab.
Die beruflichen Absichten Morrisons, der bereits während seines Studiums Gedichte und Songtexte verfasst hatte, waren bei seinem Vater seit geraumer Zeit auf scharfe Ablehnung gestoßen. Auf eine briefliche Rüge seines Vaters hin brach Morrison den Kontakt zu seinen Eltern ab. Seiner Mutter verweigerte er noch im November 1967 bei einem Konzert eine direkte Begegnung. Nach dem Kontaktabbruch musste Morrison aus finanziellen Gründen seine Studentenwohnung aufgeben. Der in seiner Kindheit durch ständige Umzüge entwurzelte UCLA-Absolvent sollte zeitlebens keine eigene Wohnung mehr besitzen. Im Frühjahr 1965 fand Morrison eine neue Bleibe bei einem vormaligen Kommilitonen auf dem Dach eines alten Bürogebäudes in Venice, verlor unter Drogeneinfluss erheblich an Körpergewicht und verfasste weitere Gedichte und Songtexte. Er hoffte auf eine Möglichkeit, seine Texte mit bass- und blueslastigen Klängen, indianischen Trommeln, Räucherwerk und multimedialen Elementen wie Filmprojektionen in Szene setzen zu können.
Während seines Studiums hatte Morrison den Kommilitonen und Organisten Ray Manzarek kennengelernt. Manzarek forderte ihn und andere ehemalige Kommilitonen am 5. Juni 1965 während eines Auftritts im Turkey Joint West in Santa Monica erstmals auf, ihn spontan als Sänger bei dem Rhythm-and-Blues-Lied Louie Louie zu unterstützen. Nachdem Morrison Manzarek im Juli 1965 einige seiner eigenen Songtexte vorgetragen hatte, lud der Organist Morrison ein, bei seiner Band mitzuwirken. Die Band, in der zwei Brüder Manzareks mitspielten, nannte sich „Rick and the Ravens“.
Nachdem Manzareks Band im September 1965 mit Morrison in den World Pacific Studios in Los Angeles eine erfolglose Demoaufnahme im Folk-Rock-Stil produziert hatte, verließen Manzareks Brüder die Gruppe. Bereits im August 1965 war der Schlagzeuger John Densmore hinzugekommen. Zwei Monate später folgte der Gitarrist Robby Krieger. Manzareks Band, die nach einem Vorschlag Morrisons in „The Doors“ umbenannt wurde, hatte sich als Quartett von Grund auf neu formiert. Der neue Name der Gruppe leitete sich von dem Titel von Aldous Huxleys Essay The Doors of Perception (1954) ab, das unter anderem die Auswirkung von Halluzinogenen wie Mescalin und LSD auf das menschliche Bewusstsein schilderte.

### Frontmann der Doors
Als Sänger war Morrison anfangs so in sich gekehrt, dass er bei ersten Auftritten der Doors dem Publikum den Rücken zuwandte. Ein erster Plattenvertrag, den die Gruppe nach frühen Auftritten als Vorband oder auf kleinen Festen im Oktober 1965 bei Columbia Records unterzeichnete, wurde nach kurzer Zeit in beiderseitigem Einvernehmen wieder aufgelöst. Im Frühjahr 1966 spielten die Doors als Clubband im „London Fog“ am Sunset Strip im späteren West Hollywood. Dort lernte Morrison im April 1966 die Kunststudentin Pamela Courson (1946–1974) aus Orange County kennen, die seine dauerhafte Lebensgefährtin werden sollte. Im November 1966 bezog Courson eine Wohnung im Laurel Canyon, 8021 Rothdell Trail, in die auch Morrison einzog. Beide nannten die Straße „Love Street“. Dort experimentierten Morrison und Courson weiter mit Substanzen wie LSD, Amphetaminen und Mescalin, die Morrison als Katalysator und Inspirationsquelle für zahlreiche Texte dienten.

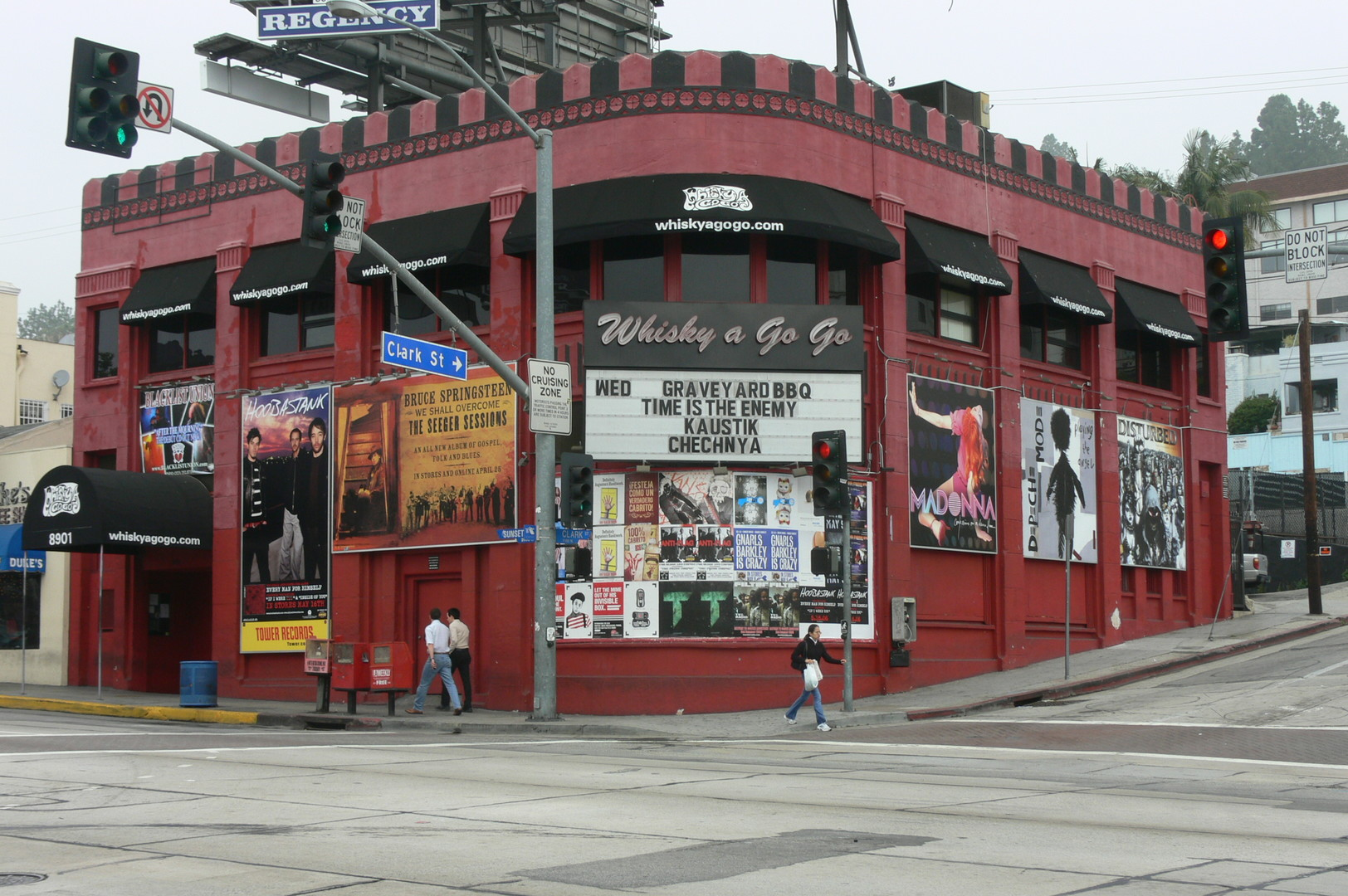
Whisky a Go-Go in West Hollywood, 8901 Sunset Boulevard, wo Morrison und die Doors von Elektra entdeckt wurden

Zwischen Mai und Juli 1966 waren Morrison und die Doors die erste Band, die abends im Whisky a Go-Go am Sunset Strip auftrat. Zu dieser Zeit spielte dort auch Van Morrisons Band Them. Ein Biograf machte einen deutlichen Einfluss von Van Morrisons impulsiver Bühnenpräsenz auf Jim Morrison aus: „Jim Morrison lernte rasch von der Bühnenkunst seines Beinahe-Namensvetters, seinem augenscheinlichen Draufgängertum, der Pose gedämpfter Bedrohung, seiner Art, Gedichte zu einem Rockbeat zu improvisieren, sogar von seiner Angewohnheit, sich während instrumentaler Passagen bei der Basstrommel niederzukauern.“ In der letzten Nacht, in der Them im Whisky auftrat, spielten die beiden Morrisons während einer Jam-Session beider Bands gemeinsam Van Morrisons Song Gloria. In den folgenden Wochen traten Morrison und die Doors im „Whisky“ gemeinsam mit weiteren Bands wie The Byrds, Love und Frank Zappas Mothers of Invention auf.
Morrison betrachtete die frühe Club-Phase der Doors rückblickend als eine der schöpferischsten der Band, weil sich viele Stücke durch die zahlreichen Auftritte in kleinem Rahmen kontinuierlich weiterentwickeln ließen:

„Wir fingen an mit einem ziemlich einfachen Song, und dann gerät die Musik allmählich zu einem hypnotischen Fluss von Geräuschen, der mir die Freiheit gibt, sozusagen alles zuzulassen, was mir in den Kopf kommt. Ich mag Songs, aber das ist der Teil der Aufführung, den ich am meisten genieße: Vibrationen aufzunehmen von der Musik und von dem, was aus dem Publikum kommt und […] dem nachzugehen, wohin es auch führt.“

Landesweit bekannt wurden die Doors, nachdem sie im August 1966 mit Jac Holzman von Elektra Records einen Plattenvertrag über sieben Alben vereinbart hatten, der am 15. November 1966 unterzeichnet wurde. Holzman hatte vor allem die Coverversion des Alabama Song gefallen. Im September und Oktober 1966 machte die Band in den „Sunset Recording Studios“ auf dem Sunset Boulevard in Los Angeles Aufnahmen für eine erste Schallplatte. Nachdem erste Auftritte Morrisons und der Doors außerhalb von Los Angeles bereits im Juli 1966 stattgefunden hatten, traten sie zum November 1966 erstmals in einem kleinen Kellerclub in New York auf. In New York bewegte sich der Sänger im Umkreis der „The Factory“ und Andy Warhols, den Morrison ein halbes Jahr zuvor in Los Angeles kennengelernt hatte. Warhol wollte Morrison als Hauptdarsteller für einen seiner Avantgardefilme gewinnen.

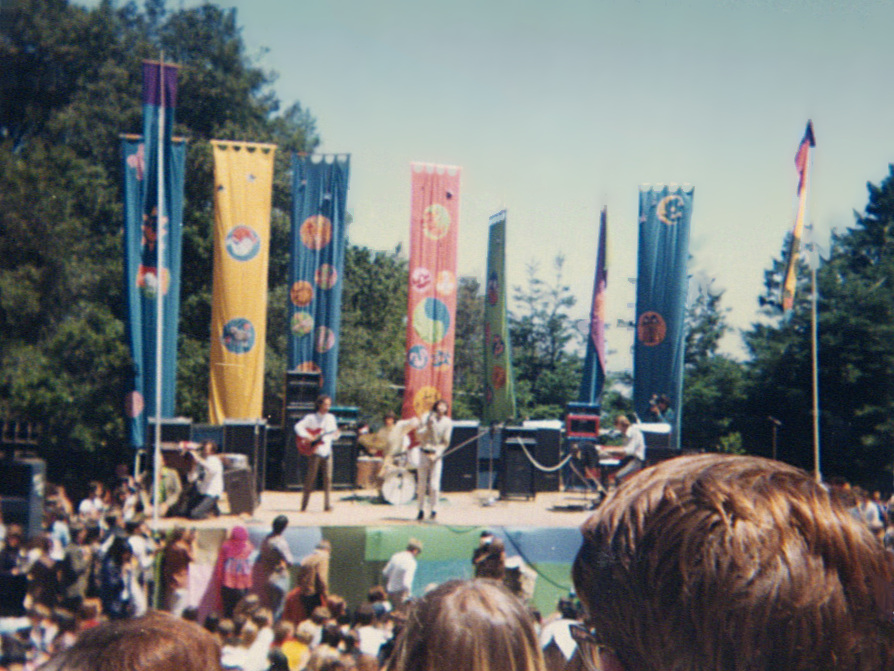
Auftritt der Doors während des Fantasy Fair and Magic Mountain Music Festival, Mount Tamalpais, 10. Juni 1967

Das Debütalbum der Band veröffentlichte Elektra im Januar 1967 unter dem Titel The Doors und bewarb dieses, für damalige Zeit unüblich, durch eine Plakatwand am Sunset Strip. Bereits für ihre erste Singleauskopplung Break On Through (To the Other Side) produzierten Morrison und die Doors 1967 einen Promotionclip, dem bald weitere folgten (Moonlight Drive, People Are Strange, The Unknown Soldier). Die zweite Single Light My Fire wurde im Juli 1967 zum Nummer-eins-Hit in den amerikanischen Billboard-Singles-Charts.
Seit ersten Fernsehauftritten in der Sendung „Shebang“ (KTLA-TV Channel 5) am 6. März 1967 und bei „American Bandstand“ auf ABC am 22. Juli 1967 mit Playback wurden Fernsehsender zunehmend auf die neue Gruppe aufmerksam. Unter anderem wurden die Doors zur Ed Sullivan Show am 17. September 1967 eingeladen, einer beliebten, live ausgestrahlten Late-Night-Show am Sonntag bei CBS, die ein breiteres amerikanisches Publikum 1956 mit Elvis Presley und 1964 mit den Beatles bekannt gemacht hatte. Die Doors sollten zwei Titel spielen, verärgerten die Redaktion jedoch, weil Morrison eine zuvor abgesprochene Änderung des Songtextes von Light My Fire nicht einhielt. Wenngleich sich dieser Vorfall nicht nachhaltig auf Morrisons Fernsehpräsenz auswirkte, zeigten solche Ereignisse doch die Unberechenbarkeit des Rocksängers, der schon zu Jahresbeginn in einer Pressemitteilung seiner Plattenfirma diffus gegen etablierte Autoritäten Stellung bezogen hatte:

„Ich mag Ideen über den Zusammenbruch oder den Umsturz der etablierten Ordnung. Mich interessiert alles, was mit Revolte, Unordnung, Chaos zu tun hat – ganz besonders Handlungen, die scheinbar keinen Sinn haben. Das scheint mir, ist die Straße zur Freiheit – äußere Freiheit ist ein Weg, innere Freiheit zu erreichen.“

Mit Rocksongs voller „erhabener Verheißungen, faszinierender Metaphorik, hypnotischer Gebärden und zorniger Äußerungen“ und seiner rigorosen Lebensmaxime „Die Zeit ist knapp, also macht am besten was draus!“ traf Morrison das Lebensgefühl einer Generation aufbegehrender junger Menschen, die sich unter anderem gegen den Vietnamkrieg wandten oder bewusstseinserweiternde Drogen zu sich nahmen. Mit 24 Jahren – der Fotograf Joel Brodsky hatte Morrison im Januar 1967 in einer Serie von Schwarzweiß-Aufnahmen erotisch in Szene gesetzt – war der charismatische Rock-Sänger das neue Sexsymbol Amerikas.
Als die Doors im Oktober 1967 ihr zweites Album, Strange Days, veröffentlichten, das 500.000 Vorbestellungen verzeichnet hatte, und ihre Singles People Are Strange und Love Me Two Times in den US-Charts erschienen, waren sie mit ihrem psychedelisch grundierten Musikstil aus Blues und Rock eine der beliebtesten Rockbands der Vereinigten Staaten. Die Zeitschrift Vogue schrieb in ihrer Ausgabe vom 15. November 1967, beeindruckt von Morrisons und Kriegers Songtexten: „Jim Morrison schreibt, als wäre Edgar Allan Poe in Gestalt eines Hippies zurückgekehrt“. Im November 1967 wurden die Doors vom Verband der amerikanischen Musikindustrie erstmals für die Single Light My Fire und ihr Debütalbum mit je einer Goldenen Schallplatte ausgezeichnet.

### Starruhm und Konflikte mit den Behörden
Die von Morrison betriebene Selbstmythisierung als Rockidol war von einer wachsenden Fangemeinde bereitwillig nachvollzogen worden, verselbständigte sich jedoch zunehmend. Thomas Collmer zufolge entwickelte sich Morrison immer stärker zur Kristallisationsfigur für unterschwellige Sehnsüchte vieler Doors-Anhänger, die eigene Rollenerwartungen stellvertretend auf der Bühne ausgelebt sehen wollten („Stellvertreter-Imago“). Auch angesichts des auf dem Frontmann der Doors lastenden Drucks und der Schar sensationslüsterner Anhänger suchte Morrison Erleichterung, indem er erhebliche Mengen Alkohol trank und unbeeindruckt von dem 1966 ergangenen LSD-Verbot in den USA zeitweilig weiter regelmäßig Drogen konsumierte. Für die einseitige Wahrnehmung seiner Person machte Morrison in besonderem Maß die Massenmedien verantwortlich:

„[…] sie haben sich zu sehr auf mein Fortpflanzungsorgan konzentriert und die Tatsache vernachlässigt, dass ich ein einigermaßen gesundes männliches Exemplar bin, das auch noch anderes hat als die üblichen Arme, Beine, Rippen, Thorax, Augen… sogar ein Kleinhirn.“

Wiederholt kam es Ende 1967 zu Tumulten vor, während und nach Konzerten. Oft waren Polizisten und Fans darin verwickelt, wie bei einem Konzert am 9. Dezember 1967 in der New Haven Arena in New Haven (Connecticut), wo Morrison nach dem Einsatz von Reizgas durch einen übereifrigen Ordnungshüter zur offenen Provokation gegen Polizisten auf der Bühne überging. Er wurde wegen Landfriedensbruchs und Widerstands gegen die Staatsgewalt festgenommen. Neben Morrison wurden an diesem Abend zwei Musikjournalisten und ein Fotograf von Life-Magazin und The Village Voice sowie diverse Doors-Fans von der Polizei von New Haven verhaftet. Während der Nacht kam es zur Inhaftierung weiterer Morrison-Anhänger, die gegen die Festnahme des Sängers protestiert hatten. Während die lokale Polizeibehörde die Vorwürfe gegen den Sänger einige Wochen später wieder fallenließ, begann die Bundespolizei, in Übereinstimmung mit der Cointelpro-Strategie den Sänger belastendes Material zu sammeln. Das FBI hatte Morrison als Galionsfigur einer Jugendrevolte identifiziert und – als das FBI in den folgenden Monaten Beschwerden aufgebrachter Radiomoderatoren erreichten – als potenzielle Gefahr für die staatliche Ordnung der USA.
Seit Dezember 1967 spielten die Doors zunehmend in großen Konzerthallen wie dem Shrine Auditorium in Los Angeles oder dem Fillmore East in New York sowie in Mehrzweckarenen wie dem Madison Square Garden. Diese konnten auch Morrisons mehrteilige Rocktheater-Kompositionen wie The Celebration of the Lizard besser zur Geltung bringen. Morrison und die Doors begannen, nach neuen Formen wie Theaterelementen und Filmeinspielungen zur Anpassung der Konzerte an größere räumliche Dimensionen zu suchen:

„In einer Großkonzert-Situation, denke ich, ist es [das heißt Schauspielkünste] einfach… notwendig, weil das mehr wird als bloß ein musikalisches Ereignis. Es wird eine Art kleines Spektakel. Und es ist jedes Mal verschieden.“

Mitte März 1968 zeigten die Doors im Back Bay Theater in Boston erstmals den Kurzfilm zu ihrem Vietnamkriegssong The Unknown Soldier. Als der Kurzfilm veröffentlicht wurde, war in Vietnam seit geraumer Zeit die Tet-Offensive der nordvietnamesischen Armee und des Vietcong im Gang, die in der amerikanischen Öffentlichkeit zunehmend den Eindruck eines verlorenen und sinnlos gewordenen Kriegs vermittelte. Für Morrison hatte der Song durch die Beteiligung seines Vaters am Vietnamkrieg auch einen familiären Hintergrund: George Stephen Morrison war 1964 mit seinem Flugzeugträger maßgeblich am Tonkin-Zwischenfall sowie an den anschließenden Kampfhandlungen zu Beginn des Vietnamkriegs beteiligt gewesen. 1967 hatte Morrisons Vater den Dienstgrad des Admirals erlangt.

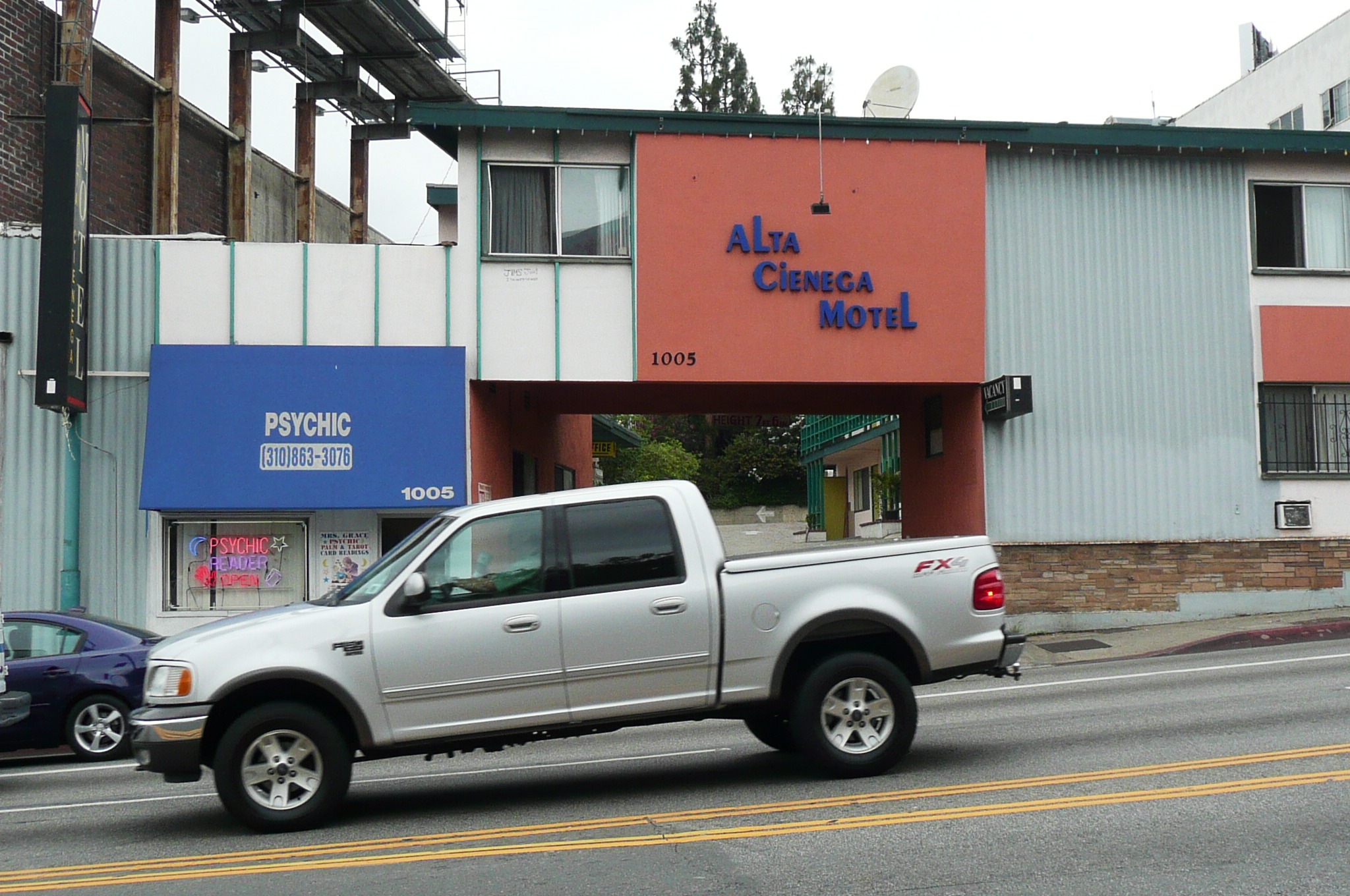
West Hollywood, 1005 La Cienega Boulevard, Alta Cienega Motel, in dem Jim Morrison mehrere Jahre hindurch das Zimmer 32 direkt über der Einfahrt bewohnte

Auf stetes Drängen seiner Lebensgefährtin Courson hin verkündete Morrison im Juni 1968 während der Fertigstellung eines weiteren Albums in den neu angemieteten Aufnahmeräumen des „Doors Workshop“ in Los Angeles seine Absicht, nicht länger mit den Doors zusammenzuarbeiten. Manzarek konnte ihn jedoch von diesem Schritt abbringen. Anfang Juli 1968 erhielt Morrison Besuch von Mick Jagger, der mit ihm über Konzertauftritte vor großem Publikum sprechen wollte; weitere Begegnungen ergaben sich im Folgejahr. Im Juli 1968 erschien das dritte und kürzeste Studioalbum der Doors, Waiting for the Sun. Im selben Monat wurde der Morrison-Titel Hello, I Love You zum Nummer-eins-Hit in den amerikanischen „Billboard Hot 100“, zwei Monate später kletterte auch das Studioalbum an die Spitze der Plattencharts („Billboard Top 200“). Bei anschließenden Konzerten wie dem in der Singer Bowl in Queens, New York, kam es am 2. August 1968 auf einer teilweise defekten Bühne zu weiteren Ausschreitungen des Publikums, zu einer Zerstörung der Hallenbestuhlung, Prügeleien von Konzertbesuchern mit dem Sicherheitspersonal, demolierten Instrumenten und zahlreichen Verhaftungen.
Seit dem Vorfall in New Haven war Morrison zunehmend ein Dorn im Auge, dass zahlreiche Fans von Doors-Konzerten, die er selbst als „Séance, in einer Umgebung, die lebensfeindlich geworden ist – kalt und restriktiv –,“ verstanden wissen wollte, weitere Gewalt und Krawalle geradezu erwarteten. Doch lotete der Sänger bei Live-Auftritten selbst regelmäßig Toleranzgrenzen seiner Umwelt aus, wollte herausfinden, zu welchen Schritten der Selbstentgrenzung er das Publikum bringen konnte, und regte Zuhörer zum Stürmen der Bühne an:

„Als Darsteller bin ich nun der Mittelpunkt von jedermanns Aufmerksamkeit. Man muss nämlich eine Entschuldigung dafür haben, dass man sich zusammenrottet. Andernfalls wird es ein Aufstand. Bei den Doors hat es nie echte Aufstände gegeben. […] Also versuchte ich, ein paar kleine Unruhen anzustiften […]. Es führt zu gar nichts. […] es wäre besser, ein Konzert zu geben und all die Gefühle unten zu halten, so dass sie [das heißt die Zuschauer] […] diese Energie mit auf die Straße und nach Hause nehmen könnten.“

Zu den professioneller gewordenen Aufnahmesessions erschien Morrison zunehmend angetrunken und verspätete sich zu Live-Auftritten. Zur Besänftigung des Publikums spielten die anderen Doors-Mitglieder Instrumentalstücke.
Am 3. September 1968 begannen die Doors ihre Europa-Tournee in London. Zum Gelingen der Konzerte trug sicherlich auch der Veranstaltungsort bei. Das Roundhouse, eine 1846 errichtete Ruhehalle für Lokomotiven, bot mit seinen Eisensäulen und dem eigenartigen Kuppeldach eine ähnliche Atmosphäre wie die kleinen Hallen in San Francisco. In Frankfurt a. M. kam es am 14. September 1968 zu einem Zwischenfall. Einige anwesende GIs kamen mit der grünen Fahne ihrer kalifornischen Division bis zur Bühne vor. Jim Morrison entriss ihnen die Flagge, rupfte sie von der Bambusstange und warf das zerknüllte und zerfetzte Stoffstück von sich. Die Doors waren verwirrt und beendeten schleunigst das Konzert. Fast alle Zuschauer verließen die Kongresshalle. Nur wenige blieben zurück. Tatsächlich kamen die Doors wieder zurück und setzten vor den ca. 40 Leuten überraschend da ein, wo sie aufgehört hatten. Sie verausgabten sich, legten alles hinein, was an Energiereserven noch vorhanden war. Jim Morrison war völlig erschöpft und verschwitzt, aber glücklich. Gegen 1 Uhr nachts endete die Zugabe, und die Doors gaben bereitwillig Autogramme. Die nächste Station ihrer Tournee war Amsterdam. Am Abend vor dem Auftritt ging es Morrison so schlecht, dass er sofort in ein Krankenhaus eingeliefert wurde und dort bis zum Morgen durchschlief. Ein Fan hatte Jim in Frankfurt einen Brocken Haschisch zugesteckt. Aus Angst vor dem niederländischen Zoll festgehalten zu werden, schluckte er ihn hinunter. Auf Drängen des Publikums fand das Konzert aber trotzdem statt. Ray Manzarek meisterte die Vocals auf erstklassige Weise. Die beiden Stockholmer Konzerte verliefen entspannt. Am 21. September 1968 flogen die Doors nach Los Angeles zurück.
Am Rande der Europa-Tournee besuchte Morrison am 23. September 1968 die Beatles in den Abbey Road Studios, die dort mit Aufnahmen des Lennon-Songs Happiness Is a Warm Gun für ihr Weißes Album beschäftigt waren.
Da Morrison mittlerweile nur noch an Wochenenden live auftreten wollte und die Einnahmen der Doors wegen negativer Schlagzeilen und seltener Konzerte hinter den Erwartungen zurückblieben, gab die Band im Oktober 1968 die Rechte an dem Song Light my Fire ohne Morrisons Einverständnis für 60.000 Dollar für einen Buick-Werbespot frei. Als die Band das Angebot erreichte, war Morrisons Aufenthaltsort nicht bekannt. Er war seiner On-off-Partnerin Courson nachgereist, die in London eine Affäre mit dem US-Schauspieler Christopher Jones hatte. Nach Morrisons Rückkehr war der Sänger über den „Ausverkauf“ der Doors aufgebracht, doch ließ sich der Vertrag mit dem Automobilkonzern nicht mehr revidieren. Der Werbespot wurde in begrenztem Umfang in den Bundesstaaten des Südens und Mittleren Westens ausgestrahlt. Im Februar 1969 verzeichneten die Doors in der amerikanischen „Cash Box Top 100“-Hitparade ein letztes Mal einen Nummer-eins-Hit in den USA mit dem Krieger-Song Touch Me.

### Der Miami-Vorfall
Im Frühjahr 1969 wollten die Doors zu einer ersten großen Tournee durch die Vereinigten Staaten aufbrechen. Zum ersten Konzert in Miami reiste Morrison aus Kalifornien an, wo er gerade mehrere Aufführungen der kontroversen New Yorker Theatergruppe Living Theatre an der University of Southern California besucht hatte. Noch unter dem Eindruck der Theater-Performances stehend und über Manipulationen des lokalen Konzertveranstalters beim Ticketverkauf aufgebracht, versuchte Morrison bei dem Konzert am 1. März 1969 im „Dinner Key Auditorium“ in Miami, Aufruhr unter den 13.000 Konzertbesuchern zu stiften („There are no rules! […] Let’s see some action out there. […] You wanna see my cock, don’t you?“). Außerdem simulierte er an Kriegers Gitarre kniend Fellatio. Unter dem von Morrison provozierten Ansturm des Publikums brach die unzulängliche Bühne des „Auditorium“ zusammen.
Nach einem „Sensations-Aufmacher über Anstiftung zum Aufruhr“ in der lokalen Presse erließ die Dade-County-Polizeidirektion am 5. März 1969 Haftbefehl gegen Morrison wegen „unzüchtigen und lasziven Verhaltens“ sowie mehrerer kleinerer Delikte („unzüchtige Entblößung“, „vulgäre Sprache in der Öffentlichkeit“, „öffentliche Trunkenheit“). Gegenüber dem Musikjournalisten Jerry Hopkins deutete Morrison das entglittene Konzert als spielerisches Ereignis:

„Sagen wir mal, ich wollte die Grenzen der Realität antesten. Ich war neugierig, was geschehen würde. […] Wenn du aus irgendeinem Grund auf einer anderen Spur fährst als die Leute um dich herum, dann wird es jedermanns Sensibilitäten beeinträchtigen. Und sie werden entweder weggehen oder dich dafür niedermachen. Es ist also bloß eine Frage, ob man zu weit abhebt für sie […]. Solange alle Verbindung miteinander haben und beieinander sind, kann man sich alles leisten.“

Morrison hatte bereits bei einem Konzert im November des Vorjahres diffuse Drohungen gegen den designierten US-Präsidenten Richard Nixon ausgesprochen („We’re gonna get him…“). Auf Ersuchen des FBI erließ ein Bundesrichter wegen vermeintlicher „Landesflucht“ Morrisons nach dem Miami-Vorfall – der Sänger hatte einen schon geraume Zeit geplanten Urlaub auf Jamaika angetreten – einen Steckbrief. Schon kurz nach Beginn der Nixon-Ära bildeten sich nunmehr Initiativen empörter Eltern und ehemaliger Fans gegen die Doors wie die „Kundgebung für den Anstand“ in der Orange Bowl in Miami am 23. März 1969, die der erst wenige Wochen amtierende US-Präsident Nixon brieflich unterstützte. 16 US-Bundesstaaten verhängten einen Bann über die Doors, zahlreiche Konzerte wurden abgesagt, und in die Konzertverträge der Doors wurde eine Regressklausel aufgenommen für den Fall, dass die Band weiterhin öffentlich Ärgernis erregte.
Im Juni 1969 spielte die Band in Mexiko-Stadt. Im folgenden Monat erschien das Album The Soft Parade. Die Aufnahmesessions, denen George Harrison von den Beatles einen Besuch abgestattet hatte, hatten sieben Monate gedauert und etwa 200.000 Dollar gekostet. Die Hälfte der Liedtexte hatte Krieger verfasst. Das Album, das mit Blas- und Streichinstrumenten arrangiert war, verkaufte sich verhältnismäßig schlecht. Weil Morrison Freiluftkonzerte ablehnte, nahmen die Doors im August 1969 nicht am Woodstock-Festival teil. Ende 1969 war Morrison mit einem weiteren Prozess wegen Belästigung von Flugpersonal in Phoenix sowie Vaterschaftsklagen konfrontiert. Angesichts des drastischen öffentlichen Stimmungsumschwungs gegen die Doors zog Morrison sich zunehmend zurück. Der Miami-Vorfall hatte zugleich die Abkehr Morrisons vom Sexsymbol-Image bedeutet, das ihn zwei Jahre lang umgeben hatte. Er ließ sich einen Bart wachsen, nahm deutlich zu und trennte sich von dem Look mit Lederhose und Conchagürtel, den der Modedesigner January Jansen für ihn entworfen hatte.
Im Februar 1970 erschien die von rauen Rhythm-and-Blues-Songs geprägte Schallplatte Morrison Hotel. Zu den vielfältigen Turbulenzen in Morrisons Leben seit dem Miami-Vorfall zählte, der Musikkritikerin Patricia Kennely zufolge, eine informelle, rechtlich unwirksame Eheschließung mit ihr am 24. Juni 1970. Acht Jahre nach Morrisons Tod änderte die Kritikerin und Schriftstellerin ihren Namen infolgedessen in Patricia Kennealy Morrison. Auf Einladung der französischen Filmemacherin Agnès Varda bereiste Morrison im Juni 1970 gemeinsam mit dem PR-Berater der Doors, Leon Barnard, erstmals Frankreich. Er gab an, sich auf eine zu dieser Zeit für den August und September geplante zweite Europa-Tournee der Doors durch die Schweiz, Dänemark, Deutschland, Italien und Frankreich vorbereiten zu wollen. Am 18. Juli 1970 besuchte er in London das Pink-Floyd-Konzert im Hyde Park. Auf der Suche nach seiner verschollenen Lebensgefährtin Courson fuhr Morrison im selben Monat auch nach Tanger. Nach seiner Rückkehr nach Los Angeles war der Sänger aufgrund einer Lungenentzündung gesundheitlich stark angeschlagen. Von der geplanten zweiten Europa-Tournee blieb aufgrund der zeitlichen Verzögerung von Morrisons Miami-Prozess schließlich nur ein Auftritt beim Isle of Wight-Festival übrig, den die Doors im August 1970 vor über einer halben Million Zuschauern spielten.

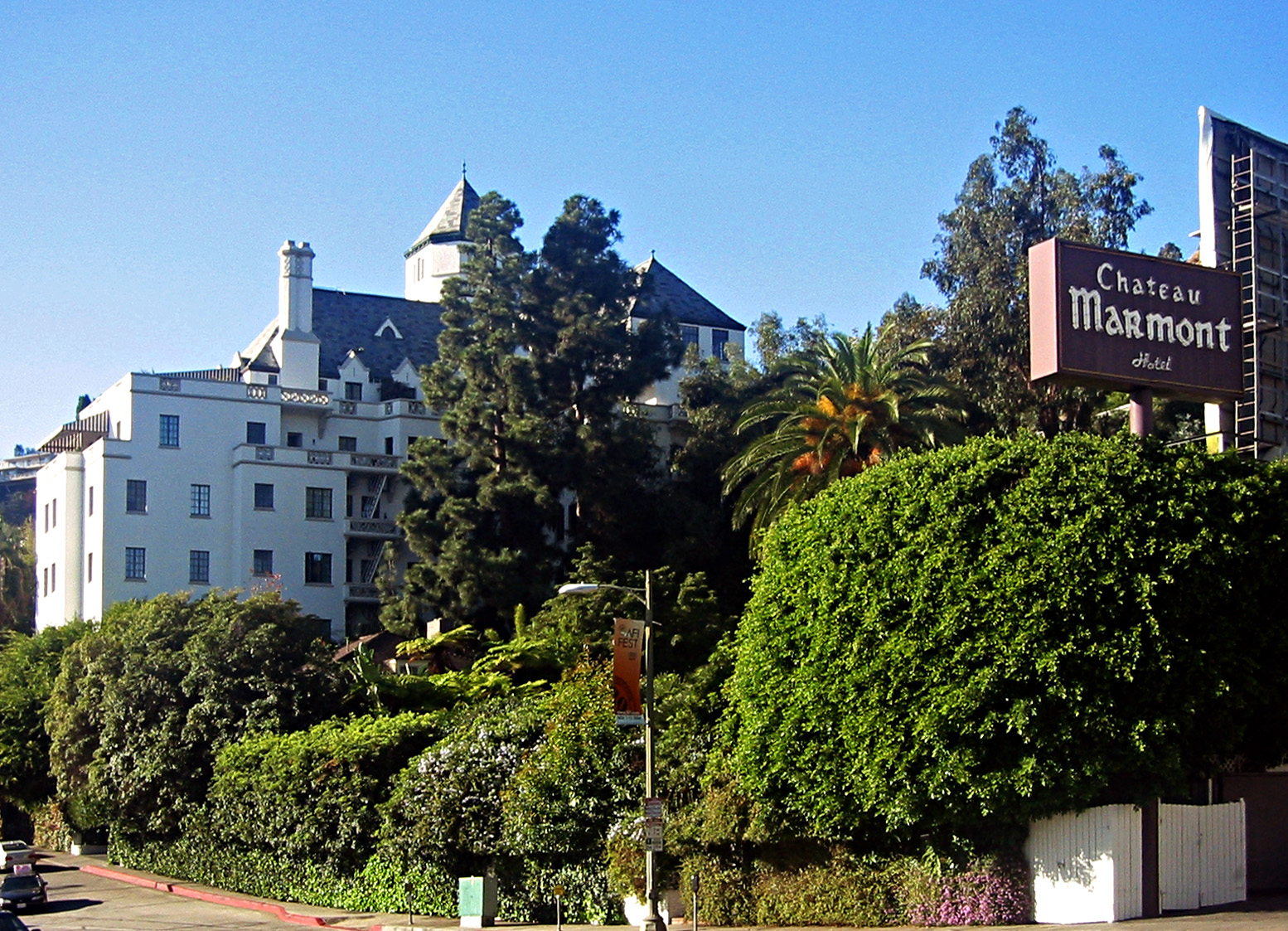
Bei einem Sturz vom Dach des Chateau Marmont am Sunset Boulevard verletzte sich Morrison im Januar 1971.

In dem Gerichtsprozess, der auf den Miami-Vorfall des Vorjahres folgte, wurde Morrison, der gefürchtet hatte, in seinem Heimatstaat Florida „gekreuzigt“ zu werden, im Oktober 1970 zu der von der Staatsanwaltschaft geforderten Höchststrafe verurteilt. Diese umfasste sechzig Tage harter Arbeit im Miami-Dade-County-Gefängnis für den Tatbestand der vulgären Sprache in der Öffentlichkeit, sechs Monate harter Arbeit an selber Stelle sowie eine Geldstrafe von 500 Dollar aufgrund von öffentlicher Entblößung – ein Tatbestand, der von den Anklagevertretern nicht hatte bewiesen werden können. Beide Haftstrafen sollten nacheinander abgeleistet werden. Für die Verurteilung aufgrund von öffentlicher Entblößung wurde Morrison bei guter Führung eine Entlassung nach zwei Monaten und die Aussetzung der verbleibenden viermonatigen Haftstrafe auf Bewährung in Aussicht gestellt. Darüber hinaus wurde eine weitere zweijährige Bewährungsstrafe über ihn verhängt. Der Doors-Sänger blieb nach Hinterlegung einer Kaution von 50.000 Dollar in Freiheit, und Morrisons Anwalt Max Fink kündigte eine Anfechtung des erstinstanzlichen Urteils vor dem Berufungsgericht von Florida an. Morrison deutete den Prozess als gegen den von ihm verkörperten Lebensstil gerichtet:

„Ich glaube wirklich, es war mehr ein bestimmter Lebensstil angeklagt als irgendein bestimmter Vorfall.“

Dennoch bedeutete die Verurteilung für Morrison, „dass sein gesamtes weiteres Leben einem juristischen Drahtseilakt gleichkommen würde.“ Erst vier Jahrzehnte später erfolgte eine Revision des Urteils durch den Begnadigungsausschuss des Staates Florida in Tallahassee. Der republikanische Gouverneur von Florida Charlie Crist hatte sie beantragt, weil es so ausgesehen habe, „als ob eine Ungerechtigkeit korrigiert werden“ musste. Das Urteil wurde am 9. Dezember 2010 aufgehoben.
Im Oktober 1970 kamen die Doors zusammen, um ihr letztes gemeinsames Album, L.A. Woman, aufzunehmen, das starke Blues-Einflüsse aufwies. Bei einer Show am 11. Dezember 1970 in der State Fair Music Hall in Dallas spielten die Doors das einzige Mal den Song Riders on the Storm live. Am folgenden Abend gab Morrison im The Warehouse in New Orleans ein letztes unmotiviertes Konzert gemeinsam mit den Doors. Nachdem er seine Gesangseinsätze wiederholt verpasst, nach einem Tritt des Schlagzeugers einen Wutanfall erlitten und Teile der Holzbühne zerstört hatte, beschlossen die Doors einvernehmlich, weitere Konzerte auszusetzen.
Bei einem Sturz vom Dach eines zweigeschossigen Bungalows des Chateau Marmont Hotel im späteren West Hollywood zog Morrison sich im Januar 1971 Rippenprellungen zu.

### Auszeit in Paris und Tod

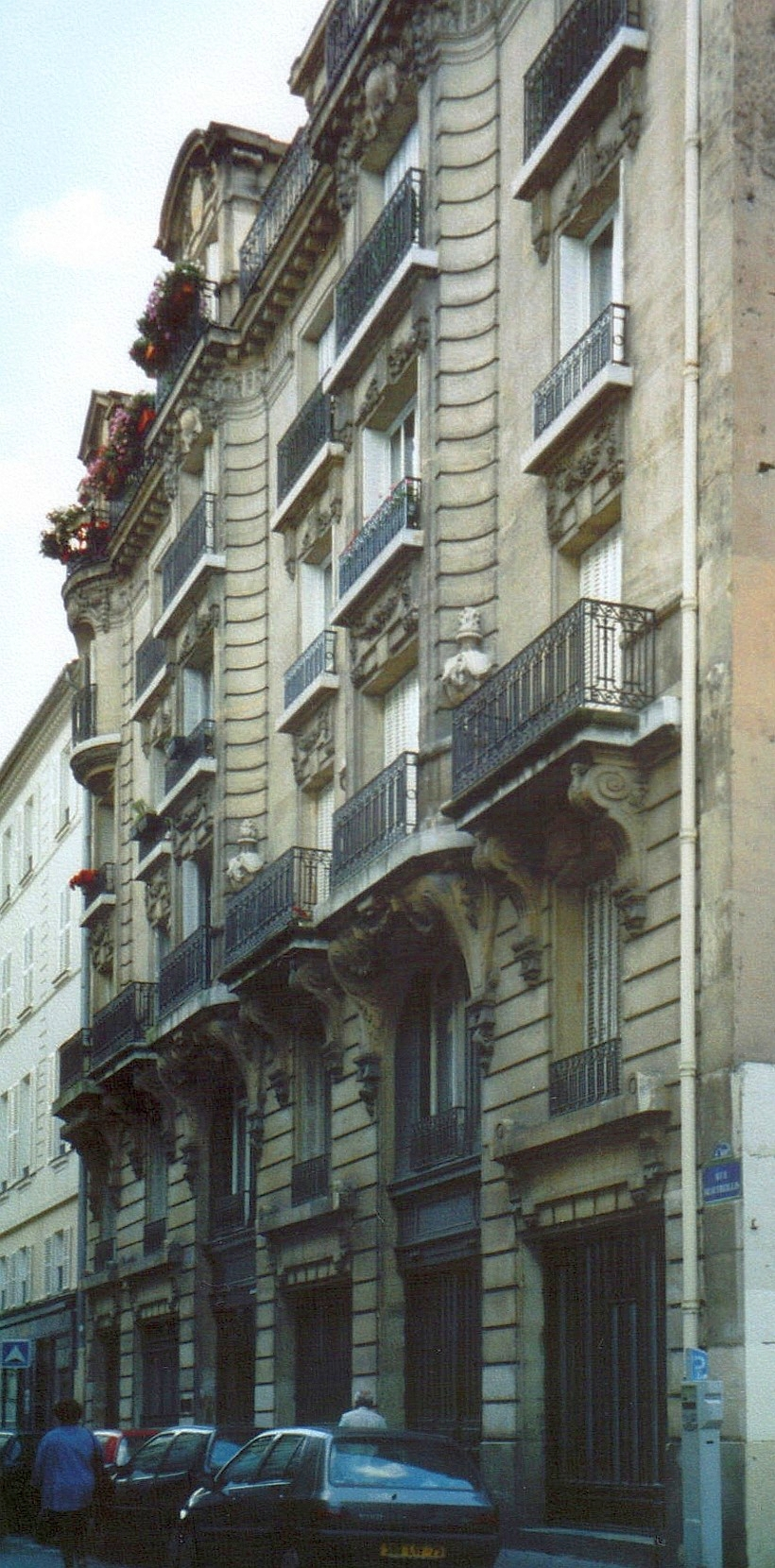
Rue Beautreillis 17 und 19, Morrisons Wohnhaus in Paris

Pamela Courson hatte sich im Zusammenhang mit der erfolglosen Boutique Themis, deren Einrichtung Morrison ihr zum Dezember 1968 in West Hollywood finanziert hatte, bereits zuvor in Paris aufgehalten. Nach heftigen Auseinandersetzungen mit Morrison wegen ihres Heroinkonsums war sie Ende September 1970 nach Paris verreist und kehrte dorthin erneut im Februar 1971 zurück. Seiner Rolle bei den Doors überdrüssig und unter dem Eindruck des Miami-Urteils stehend folgte Morrison seiner Langzeitfreundin nach Paris. Nach der umstrittenen Einschätzung des Morrison-Biografen Stephen Davis verstieß Morrison mit seinem Fortgang aus den Vereinigten Staaten gegen gerichtliche Kautionsvereinbarungen. Im März 1971 wohnte er mit Courson zunächst im Hotel Georges V. im 8. Arrondissement. Anschließend lebten sie zur Untermiete in Paris, 17 Rue Beautreillis, dritter Stock, einem luxuriös eingerichteten Appartement des französischen Fotomodells Elisabeth Larivière.
Morrison führte in Paris ein zurückgezogenes Leben. Er wollte vor allem an Gedichten und Drehbüchern arbeiten und eine Gedicht-LP vorbereiten. Da weder Courson noch Morrison Französisch sprachen, stellten sie eine kanadische Sekretärin, Robin Wertle, ein. Der Sänger klagte in Paris wiederholt über starke Atembeschwerden. Ärztlich verordnete Asthma-Medikamente führten zu keiner Linderung. Im April unternahmen Morrison und Courson auf den ärztlichen Rat hin, Morrison solle sich in einer warmen Region erholen, eine Reise in den Südwesten Frankreichs, nach Spanien und Marokko. Im Mai bereisten sie Korsika und Anfang Juni London.
In den ersten Julitagen führte Morrison eine Selbstmedikation gegen seine ausgeprägten Atembeschwerden durch, indem er gemeinsam mit Courson Heroin schnupfte, das neben der narkotischen und schmerzbetäubenden Wirkung auch eine ausgeprägte hustenstillende Wirkung hat. Am Morgen des 3. Juli 1971 starb Jim Morrison im Alter von 27 Jahren. Als Todesursache attestierte der offizielle gerichtsärztliche Bericht vom 3. Juli 1971 einen Herzstillstand, doch konnten die genauen Umstände von Morrisons Tod in Paris nicht mit Sicherheit ermittelt werden. Da Courson den Tod Jim Morrisons später auf eine Überdosis Heroin zurückführte, Morrisons Leiche nicht obduziert und die Nachricht von seinem Tod erst am 9. Juli 1971, zwei Tage nach seiner Beerdigung, offiziell bekannt gegeben wurde, kam es zu umfangreichen Legendenbildungen um die Umstände seines Ablebens.
Die Morrison-Biografen Hopkins/Sugerman hielten es 1980 unter anderem für möglich, dass Morrison seinen Tod vorgetäuscht hatte, um „Frieden zum Schreiben zu finden“, und wollten auch die Möglichkeit nicht ausschließen, dass Morrison ermordet worden oder „Opfer einer politischen Verschwörung geworden“ war. Danny Sugerman machte 1989 in seiner Autobiografie Wonderland Avenue bekannt, dass Courson davon überzeugt war, ihr Freund sei an einer Heroinüberdosis gestorben. Im Anschluss an Sugermans Buch kursierten vermehrt Berichte von einem Drogentod Morrisons. Die Biografen Riordan/Prochnicky wiesen 1991 die Möglichkeit von Morrisons Überleben zurück und nahmen in Übereinstimmung mit Sugermans Autobiografie an, dass Morrison in seiner Pariser Wohnung an einer Heroin-Überdosis gestorben war. Der Biograf Davis ließ 2004 die eigentliche Todesursache offen, gab jedoch an, dass Pamela Courson am 3. Juli nach Morrisons Tod in der gemeinsamen Wohnung Unterstützung bei ihrem Heroindealer Jean de Breteuil sowie bei Morrisons Freunden Alain Ronay und Agnès Varda gesucht habe, bevor die Polizei eintraf. Marianne Faithfull äußerte 2014 die Überzeugung, dass ihr damaliger Partner, Jean de Breteuil, Morrison mit Heroin, das angesichts dessen Alkoholismus und Herzerkrankung zu stark für diesen gewesen sei, versorgt habe; sie sieht Morrisons Tod als Unfall, nicht als Mord an.

### Rekonstruktion der Todesumstände und Beerdigung

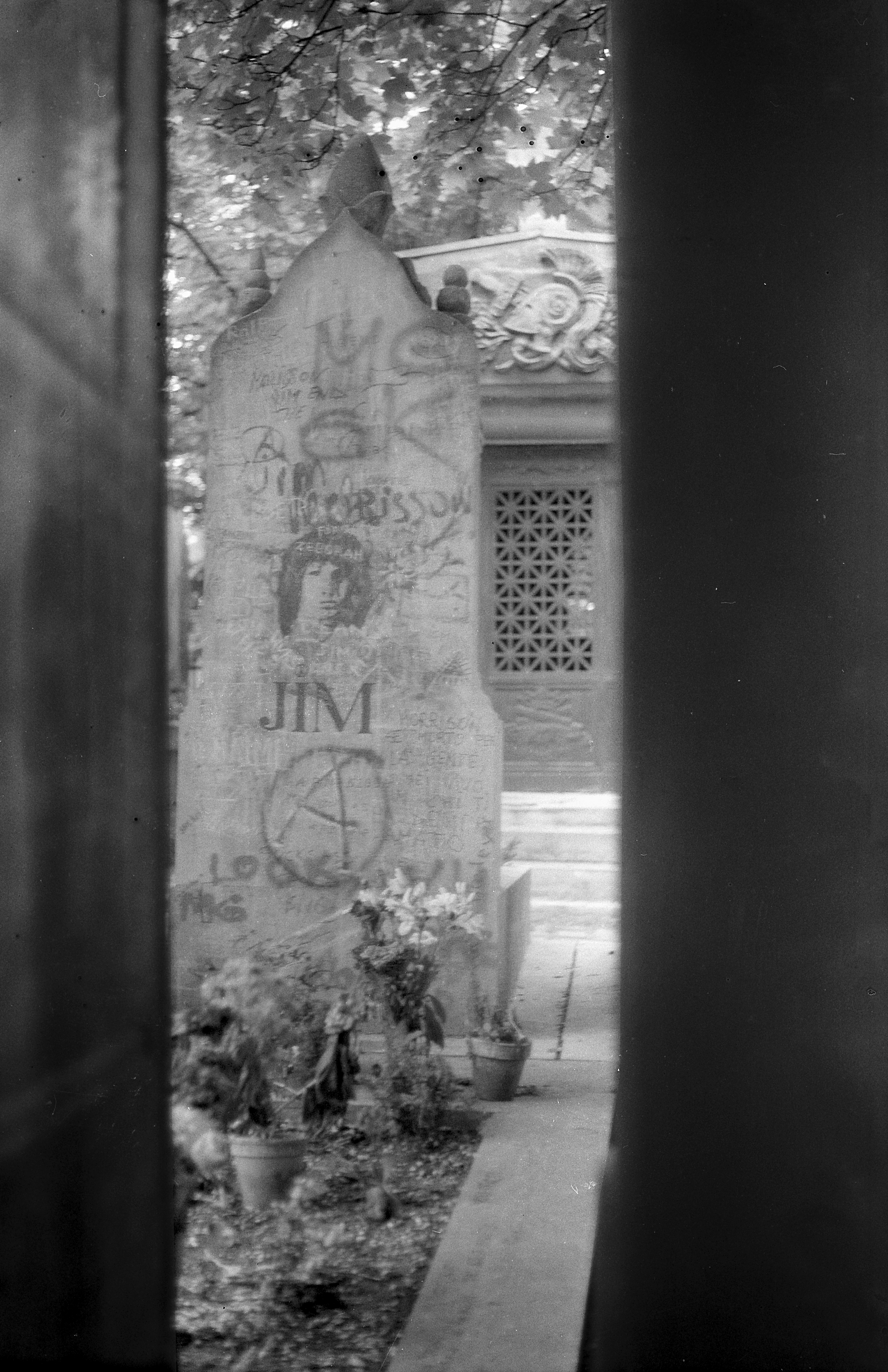
Grab von Jim Morrison noch ohne Grabstein auf dem Friedhof Père-Lachaise in Paris (1978)

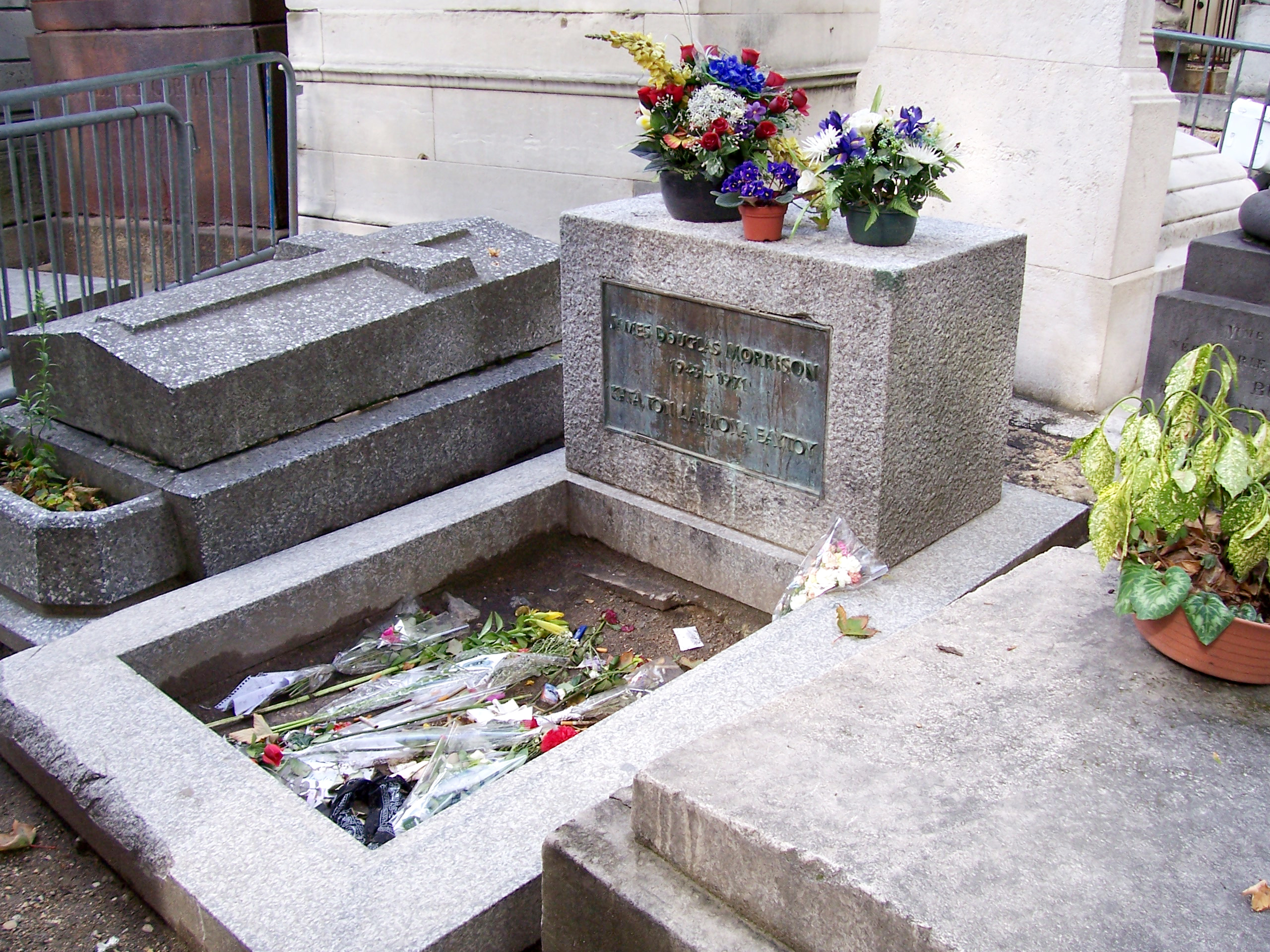
Grab auf dem Friedhof Père-Lachaise (mit Metallgitter, 2005)

Trotz zahlreicher Abweichungen im Detail geben Jim Morrisons Biografen mehrheitlich als „offizielle Lesart“ den auf Pamela Courson zurückgehenden Bericht wieder, dass Courson Jim Morrison am Morgen des 3. Juli 1971 in ihrer Pariser Wohnung aufgeweckt habe, da sie wahrnahm, dass er starke Atembeschwerden hatte. Sie brachte Morrison in die Badewanne, um ihn kalt abzuduschen. In der Badewanne erbrach sich Morrison mehrmals und blutete aus der Nase. Schließlich setzte seine Atmung aus. Als der wegen Asphyxie zu Hilfe gerufene Rettungsdienst der Pariser Feuerwehr am 3. Juli 1971 wenige Minuten nach dem Hilferuf um 9:24 Uhr eintraf, war Morrison tot. Da der Rockstar nicht erkannt worden war und der untersuchende Kriminalbeamte mutmaßte, dass Drogen im Spiel waren, verzichtete der Gerichtsmediziner auf eine Obduktion, weil er annahm, dass eine Obduktion den Verdacht des Drogenkonsums bestätigen würde. Die Untersuchungsbeamten gingen davon aus, dass Morrison im Fall einer Drogenüberdosis seinen Tod selbst verschuldet hatte.
Zahlreiche Publikationen sind vorrangig Morrisons letzten Lebenswochen und den näheren Umständen seines Todes gewidmet. Die relevanten Dokumente zu Morrisons Tod veröffentlichte erstmals Bob Seymore 1991 in seinem Buch The End – The Death Of Jim Morrison. Am stärksten von der „offiziellen Lesart“ wich Sam Bernett ab, der in einem anderweitig nicht bestätigten Bericht angab, Morrison sei in seinem Pariser Nachtklub, dem „Rock ’n’ Roll Circus“, auf der Toilette an einer Überdosis Heroin gestorben. Nach Heinz Gerstenmeyer ist Morrisons Tod – aufgrund eines Lungenversagens nach einer länger anhaltenden Lungenblutung – erst wenige Minuten vor dem Eintreffen des Rettungsdienstes der Pariser Feuerwehr in Morrisons Wohnung eingetreten. Entgegen Coursons dringlicher Bitte verständigten Alain Ronay und Agnès Varda, zwei Freunde Morrisons, die Courson aufgrund ihrer Sprachprobleme telefonisch um Unterstützung gebeten hatte, den Rettungsdienst erst mit halbstündiger Verzögerung. Da Ronay fürchtete, mit Coursons und Morrisons Heroinkonsum in Verbindung gebracht zu werden, habe er sich zunächst selbst einen Eindruck vom Gesundheitszustand seines ehemaligen Studienfreundes verschaffen wollen. 2014 bekräftigte die Sängerin Marianne Faithfull einem britischen Magazin gegenüber, dass Jim Morrison an einer Überdosis Heroin gestorben sei, welches er von ihrem damaligen Freund, dem Drogendealer Jean de Breteuil erhalten habe.
Am Tag nach Morrisons Tod entdeckte Courson, die in der Wohnung bis zur Erteilung der Bestattungserlaubnis zwei Nächte lang Totenwache hielt, in einem Notizbuch Morrisons die Zeilen:

“Leave the informed sense in our wake / you be Christ on this package tour / –Money beats soul– / Last words, last words / out.”

„Lass den aufgeklärten Verstand in unserem Kielwasser zurück / du wirst Christus sein auf dieser Pauschalreise / –Geld schlägt die Seele– / Letzte Worte, letzte Worte / Aus.“

Morrison wurde am Morgen des 7. Juli 1971 auf dem Pariser Ostfriedhof Père-Lachaise in der 6. Division, 2. Reihe, Grab 5 beigesetzt. An der Beerdigung nahmen nur Pamela Courson, der Doors-Manager Bill Siddons, Alain Ronay, Agnès Varda und Morrisons Sekretärin Robin Wertle teil.
Nach dem Diebstahl einer kleinen Steintafel 1973 wurde erst im Juni 1981, anlässlich des zehnten Jahrestages seines Todes, ein Grabstein errichtet, den die drei verbliebenen Doors-Musiker finanziert hatten. Eine darauf platzierte Statue mit dem Kopf des Sängers, 128 kg schwer und aus weißem Marmor gehauen, wurde von dem kroatischen Bildhauer Mladen Mikulin geschaffen. In den Folgejahren wurde die Büste von Fans mit Graffiti besprüht und Teile davon (Nase, Ohren) als Souvenirs abgetragen. Nach nur sieben Jahren wurde die Büste in der Nacht vom 9. auf den 10. Mai 1988 vom Friedhof gestohlen und war seitdem verschwunden. Im Rahmen einer nicht damit zusammenhängenden Hausdurchsuchung durch die Finanz- und Korruptionsbekämpfungsbrigade der Kriminalpolizei des Pariser Polizeipräsidiums wurde die Skulptur im Mai 2025 durch Zufall entdeckt. Wer für den Diebstahl verantwortlich war, wurde nie schlüssig geklärt. Ob die Skulptur wieder an ihren rechtmäßigen Platz zurückkehre, sei, laut Aussage der Friedhofsverwaltung, noch nicht entschieden.
Im Dezember 1990 ließen Morrisons Eltern einen neuen monumentalen Grabstein mit einer Bronzeplatte errichten; diese trägt die altgriechische Grabinschrift „ΚΑΤΑ ΤΟΝ ΔΑΙΜΟΝΑ ΕΑΥΤΟΥ“, die „gemäß seinem Dämon“ oder „gemäß seinem Schicksal“ bedeutet. Die Außenmauer des Friedhofs wurde kurz darauf um eine mit Eisenspitzen bewehrte Mauerkrone ergänzt, um Morrison-Fans vom nächtlichen Vordringen auf den Friedhof abzuhalten. Das Grab zog gerade während der 1990er Jahre zu Morrison-Gedenktagen wiederholt auch gewalttätige Randalierer an. Nach jahrzehntelangen Gerüchten um eine mögliche Verlegung oder Auflösung des Grabs erklärte der vormalige französische Kulturminister und seinerzeitige Justizminister Jacques Toubon im März 1996 im französischen Fernsehen, dass Jim Morrisons Grab Bestandteil des Kulturdenkmals Père-Lachaise sei und deshalb zeitlich unbegrenzt bestehen bleibe.
Angaben der Friedhofsverwaltung aus dem Jahr 2004 zufolge handelt es sich bei dem Grab des Rocksängers um eine der populärsten Pariser Touristenattraktionen und um das meistbesuchte der 70.000 Gräber des Père-Lachaise, auf dem zahlreiche bekannte Persönlichkeiten ruhen. Die Pariser Stadtverwaltung schätzte die Anzahl der Besucher des Grabs im Jahr 2001 auf etwa 1,5 Millionen. Nach einer ersten zeitweiligen Sperrung von Morrisons Grab 1988/1989, die keinen Rückgang des Besucherzustroms bewirkte, ist die Grabstelle seit 2004 erneut durch ein Metallgitter abgesperrt. In einer ethnologischen Feldstudie wurde das Grab als modernes Wallfahrtsziel und „polymorphe heilige Stätte“ beschrieben, an der zumindest eine der unterschiedlichen Kategorien von Besuchern spirituelle Inspiration bei Morrison als einer „Gestalt von transzendenter Bedeutung“ suche. Bei seiner Verklärung wird oft übersehen, dass der massive Alkoholkonsum und auch der Drogenmissbrauch schon nach den ersten Erfolgen sein schöpferisches Talent beschädigte. Nach den ersten Erfolgen 1967 behinderten die hohen Mengen Alkohol zunehmend seine Fähigkeit, kreative Inspirationen auszuarbeiten. In einem Teufelskreis führte der Verlust seiner kreativen Ausdrucksmöglichkeiten zu einer Steigerung des Alkoholkonsums und Drogenmissbrauchs und letztlich zu seinem Tod.

## Künstlerisches Werk und Wirkung
Zu Morrisons raschem Aufstieg als Rockstar und seiner außerordentlichen Popularität in den späten 1960er Jahren trugen zahlreiche Faktoren bei, darunter die von den Doors verkörperte Antithese zu den verklärten Traumwelten, für die Teile der Folkszene und die Flower-Power-Musik der 1960er Jahre standen, Morrisons „etwas raue Baritonstimme“ und seine erotische Ausstrahlung, seine dunklen, anspruchsvollen Texte und seine spektakulären Auftritte. Morrisons Selbstinszenierung, Selbstmythisierung und seine Manipulation der Medien mit griffigen Schlagwörtern, sein rebellischer und gegen etablierte Autoritäten gerichteter Habitus, sein selbstzerstörerischer Lebensstil und seine skandalösen Grenzüberschreitungen boten einem vorwiegend jugendlichen Publikum auf der Suche nach Orientierung und persönlicher Freiheit vielfältige Projektionsflächen.
Unter Rückgriff auf indigen beeinflusste Chiffren wie den Rock-„Schamanen“ oder „Echsenkönig“ hatte Jim Morrison sich darauf verstanden, mit einem betont männlichen Erscheinungsbild aus Lederhose, weißem Hemd und dem Conchagürtel der Navajo-Indianer einen Mythos um die eigene Person zu bilden. Binnen weniger Jahre drohte er dauerhaft auf die Rolle des mysteriösen, erotischen und skandalösen Rockstars festgelegt zu werden. Je stärker das Bühnen-Image des dionysisch-rauschhaften „Weltenkünstlers“ im Sinne Nietzsches, dem Morrison sich auch durch Alkohol- und Drogenkonsum nicht entziehen konnte, außer Kontrolle zu geraten drohte, desto wichtiger wurde ihm „alles, was Leute zum Denken bringt“ und die inhaltliche Auseinandersetzung des Publikums mit seinem künstlerischen Schaffen. Auch seine Aneignung der Figur des „Schamanen“ ging weit über einen Marketingtrick hinaus; Morrison begründete seine Identifikation mit dieser Figur dadurch, dass bei einem Autounfall, dessen Zeuge er als Vierjähriger zufällig wurde, die Seelen zweier dabei verstorbener Indianer in ihn eingedrungen seien. Er beschäftigte sich eingehend mit der ethnologischen und religionswissenschaftlichen Literatur zum Schamanismus und fügte die Idee eines „Mittlers zwischen den Welten“ in sein von Nietzsches apollinisch-dionysischer Kunstkonzeption, der Psychologie Norman O’Browns und Antonin Artauds Theaterkonzeption geprägtes Weltbild ein. Die Figur des Schamanen ging dabei eine Synthese mit der des Dionysos, des Hitchhikers und Vatermörders ein. Zugleich fügte er auch Elemente der schamanischen Séance in seine Bühnenauftritte ein.
Wenngleich Morrison vor allem durch seine Songs bekannt wurde, hinterließ er ein künstlerisches Gesamtwerk von insgesamt über 1600 Manuskriptseiten, darunter Gedichte, Anekdoten, Epigramme, Essays, Erzählungen, Songtexte, szenische Texte und Drehbuchentwürfe. Morrison versuchte, verschiedene Kunstformen miteinander in Einklang zu bringen und zu vereinen:

„Anfangs wollte ich nicht Mitglied einer Band sein. Ich wollte Filme machen, Stücke schreiben, Bücher. Als ich in die Band kam, wollte ich einige dieser Ideen einbringen. Allzuviel ist nicht daraus geworden […].“

Als verbindendes Element von Morrisons musikalischen Arbeiten und seinen literarischen und filmischen Versuchen deutete Collmer Morrisons persönliche Befreiungsversuche und seine Absicht, „die Kontrolle über das eigene Leben so weit wie möglich zurückzugewinnen.“ Als Hintergrund seiner künstlerischen, insbesondere seiner literarischen Ambitionen nannte Morrison die Absicht zur Förderung eines neuen Bewusstseins:

„Wenn meine Dichtung auf irgendetwas abzielt, dann darauf, die Menschen aus den Zwängen zu befreien, innerhalb derer sie sich sehen und fühlen.“

Morrison äußerte sich ungern über eigene Texte und warnte in einem Interview 1967 davor, seine vieldeutigen Arbeiten auf einfache Botschaften zu reduzieren. Nach Auffassung des Sängers – dem nach der im Elternhaus erlebten autoritären Erziehung die Vorstellung von eigener Autorität, die Übernahme von persönlicher Verantwortung und von Führungsrollen ohnehin fremd geblieben waren – sollten Leser und Zuschauer seine Arbeiten auf ihre eigenen Kontexte übertragen: „Ich biete Bilder an. Ich beschwöre Erinnerungen an … Freiheit. Doch können wir nur Türen öffnen; wir können Leute nicht hindurchschleifen.“
Der Rolling Stone listete Morrison 2008 auf Rang 47 der 100 größten Sänger aller Zeiten.

### Musik und Live-Auftritte
Nach dem Verfall des Rock ’n’ Roll hatte an der US-Westküste in den frühen 1960er Jahren neben dem poppigen Soul des Motown-Labels und der Surfmusik die fast ausschließlich akustisch instrumentierte Folkmusik um Künstler und Bands wie Bob Dylan oder Simon and Garfunkel dominiert. Parallel zur British Invasion durch Gruppen wie die Beatles, die Rolling Stones, The Who oder The Kinks hatten US-Bands wie die Byrds und The Beau Brummels die Elektrifizierung der US-Folkszene betrieben. Damit einher ging die Entwicklung zum Psychedelic Rock mit seinen experimentelleren Songstrukturen und neuen Bands wie Jefferson Airplane und Grateful Dead. Im Gegensatz zu Teilen der „Flower Power“-Musik, bei der jedermann gemäß der „Love, Peace and Happiness“-Maxime „von Räucherstäbchen, Pfefferminz und orangefarbenen Himmeln zu singen schien,“ strahlten die Songs der Doors eine ungewöhnlich düstere und aggressive Atmosphäre aus. Zugleich hoben die Doors sich durch ihren attraktiven Frontmann, poetische Songtexte, ihre psychedelischen Konzeptstücke und eine provokative Bühnenshow deutlich vom Auftreten anderer Gruppen der späten 1960er Jahre ab, was Morrison und seiner Band ab 1967 in den USA eine Sonderstellung im noch jungen Rockmusik-Genre verschaffte.
Morrison verfasste den größten Teil der Songtexte der Doors, und er konzipierte die Grundmelodie zahlreicher Lieder. Da Morrison eine Ausbildung am Klavier nach wenigen Monaten abgebrochen hatte und keine Notationstechniken beherrschte, bereitete es ihm anfangs Schwierigkeiten, die Melodien seiner Songs zu fixieren:

„Zuerst kam die Musik, anschließend entwickelte ich einige Wörter, die ich über die Melodie legen konnte, weil ich nur auf diese Weise die Melodie im Kopf behalten konnte. Häufig blieben mir dann nur die Texte in Erinnerung, und ich habe die Melodie wieder vergessen.“

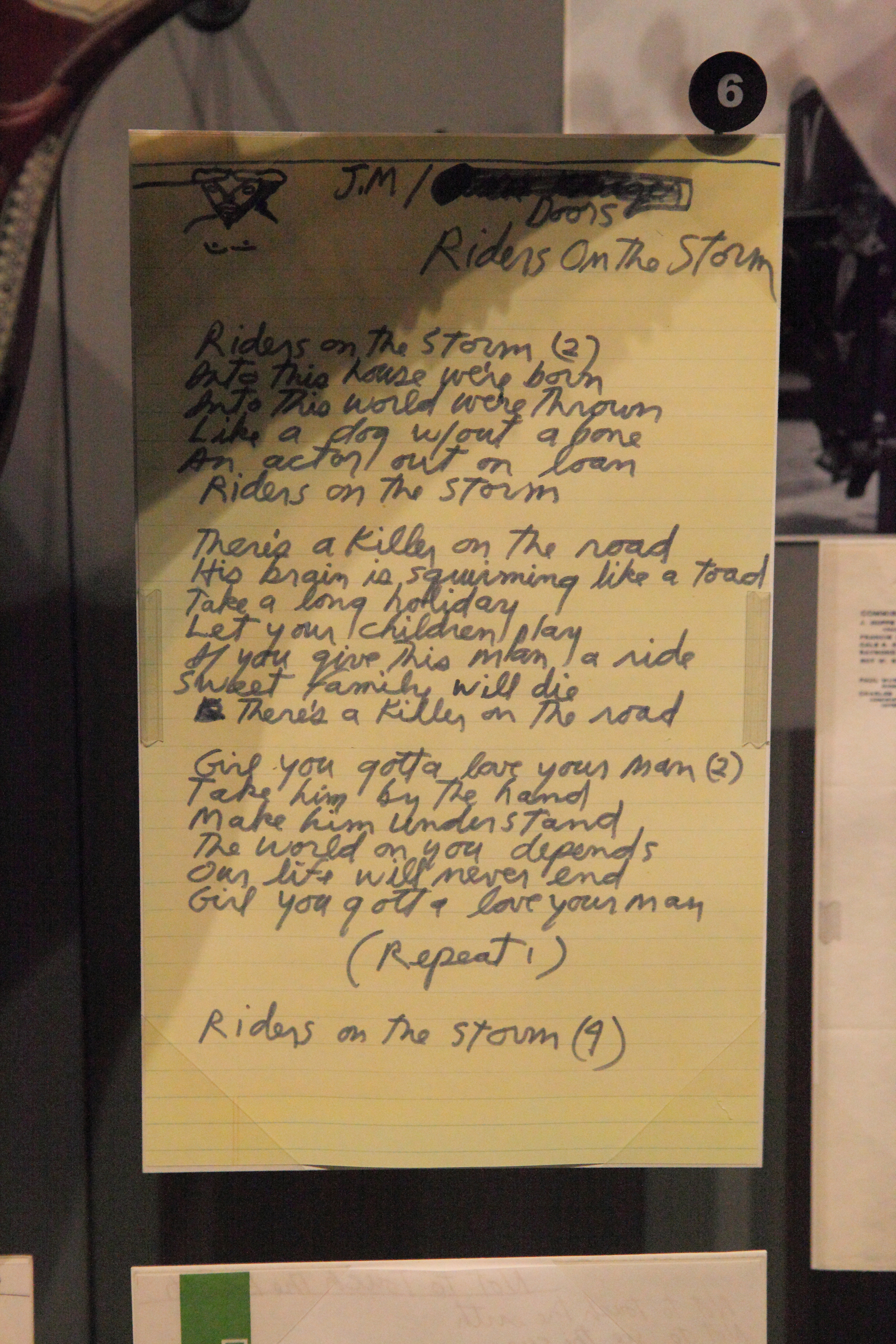
Songtext zu Riders on the Storm, Rock and Roll Hall of Fame, Cleveland, Ohio

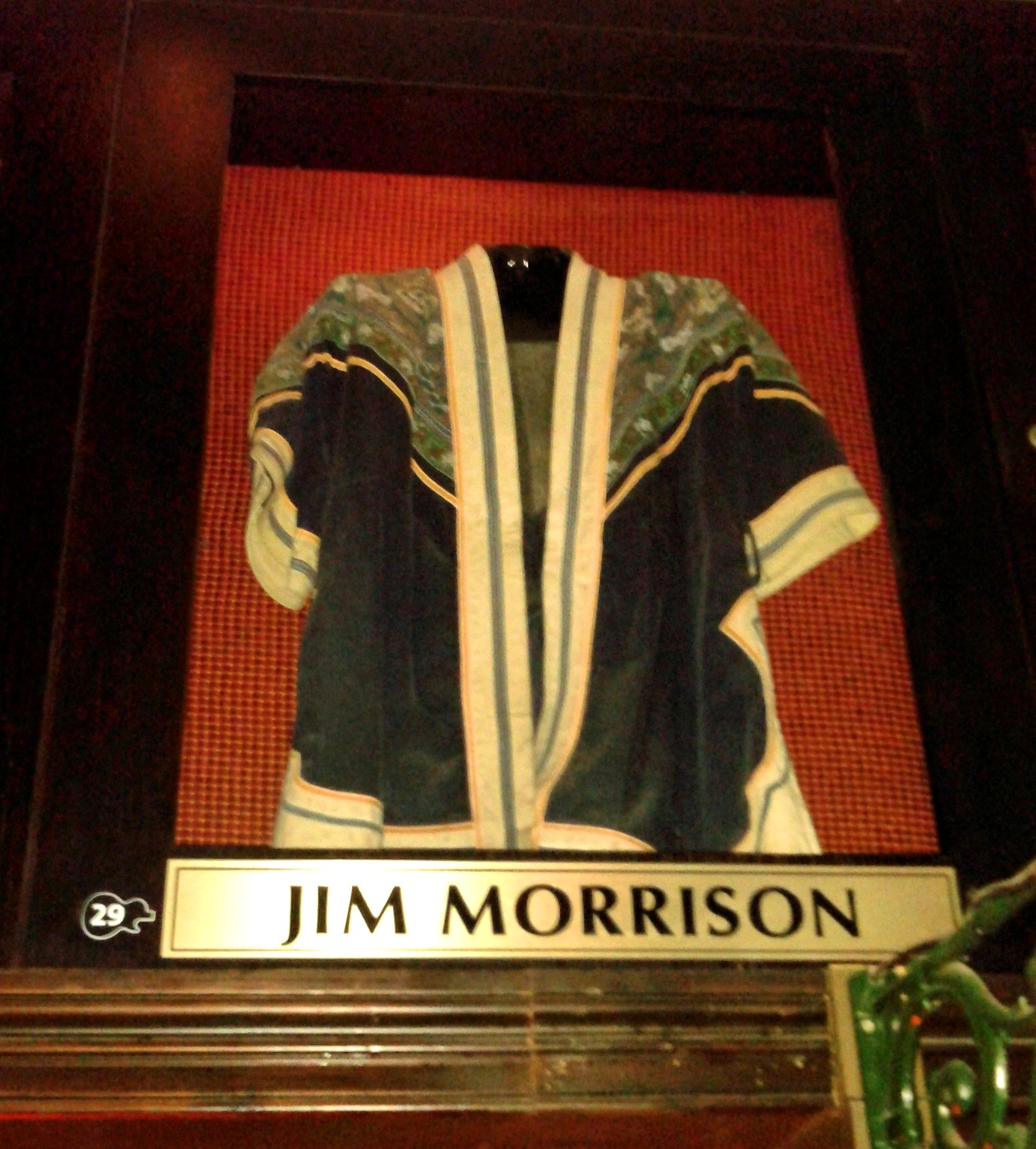
Jacke im Londoner Hard Rock Café

Erst in der gemeinsamen Kompositions- und Probenarbeit mit den anderen Doors-Mitgliedern ließ sich das Problem der vergänglichen Melodien lösen, wie Manzarek sich erinnerte: „Jim sprach-sang die Wörter immer wieder, und währenddessen entwickelten sich langsam die dazu passenden Töne.“ Seine Bandkollegen regte Morrison 1965 dazu an, eigene Songtexte zu verfassen, die sich auf Elementarkräfte und -bilder wie Erde, Luft, Feuer und Wasser beziehen sollten. Dem intensiven gemeinsamen Schaffensprozess trug der Sänger Rechnung, indem er die Urheberschaft an den Liedern meist der gesamten Gruppe zuschrieb („All Songs Written by The Doors“). Auch andere Künstler unterstützte er beim Songschreiben wie die deutsche Sängerin Nico, deren Album The Marble Index (1968) zahlreiche Anregungen Morrisons enthält.
Morrison schrieb über hundert Lieder mit einer großen Bandbreite musikalischer Stile: Blues, Rocksongs, Psychedelic Rock, Hard Rock, Balladen, Seemannslieder oder A-cappella-Gesang. Der Sänger betrachtete die Doors als weiße Bluesband und machte als Einflüsse neben Blues und Rock ’n’ Roll auch Jazz und einen kleinen Anteil klassischer Einflüsse geltend. Das musikalische Spektrum Morrisons und der Doors umfasste auch Elemente des epischen Theaters der zwanziger Jahre (Coverversion des Alabama Song aus Brechts und Weills Oper Aufstieg und Fall der Stadt Mahagonny) oder Barockmusik, wie ein postum veröffentlichtes Lied belegt (Woman in the Window, 1971), das auf einer Melodie von Johann Sebastian Bach basiert. Zahlreiche von Morrisons Songtexten enthalten literarische Anspielungen und Zitate wie etwa End of the Night (1967), das im Wesentlichen auf Versen Louis-Ferdinand Célines und William Blakes beruht.
Auf der Bühne setzte Morrison die Doors-Songs als Sänger, Performer und Perkussionsspieler in Szene. Morrison hatte in seinen Schul- und Collegejahren mehrfach an Theateraufführungen mitgewirkt. Beeinflusst von den Konzeptionen Antonin Artauds oder von Julian Becks „Living Theatre“, dessen Improvisationsstück Paradise Now den Doors-Sänger im Februar 1969 mehrfach spontan zum Mitspielen angeregt hatte, erweiterte Morrison das Repertoire der Rockmusik um Formen eines „Rocktheaters“. Besondere Bedeutung kam dabei epischen Konzeptstücken wie The End (1967), When the Music’s Over (1967), The Unknown Soldier (1968), The Celebration of the Lizard (1965–68), Rock is Dead (1969) oder The Soft Parade (1969) zu, die sowohl gesprochene als auch gesungene Passagen und Soundeffekte enthielten. Diese Stücke eigneten sich besonders für improvisatorische Variationen und zielten auf eine intensive Interaktion mit dem Publikum ab:

„Es war nie in meinem Sinn, dass ein Publikum so passiv werden sollte, wie es das geworden ist. Ich glaube, ein Publikum sollte aktiv an dem teilnehmen, was abläuft.“

Bei Livekonzerten nutzte der Sänger die offenen Konzeptstücke der Doors regelmäßig als „erweiterbares Gewebe für seine poetischen Stücke, Fragmente, kleinen Couplets und die Dinge, die ihm gerade auf der Zunge lagen.“ In einem Interview hob Morrison im Juni 1969 die Unabgeschlossenheit der Doors-Songs und die Möglichkeit hervor, bei Live-Auftritten unterschiedliche Versatzstücke assoziativ aneinanderreihen und ineinander übergehen lassen zu können:

„Ich sing' gerne Blues – diese freien, langen Blues-Trips, wo es keinen klaren Anfang gibt und kein Ende. Es geht einfach in einen Groove hinein, und ich kann improvisieren. Und jeder spielt solo. Ich mag diese Art von Songs lieber als einfach einen Song.“

Die für Morrison charakteristische Technik der Verknüpfung von Musik mit literarischen Texten fand in Gestalt rezitativer Beiträge wie Horse Latitudes (1967) in die Studioalben der Doors Eingang. Zu den theatralen Einlagen von Morrisons Bühnenauftritten zählte ein indianischer Geistertanz, der an die vielfältigen Anspielungen seiner Songtexte auf indianische Lebenswelten (Eidechsen, Schlangen, Wüsten etc.) anknüpfte. Nach Riordan/Prochnicky war Morrison 1966 zudem der erste Rock-Performer, der sich in das Publikum fallen ließ (Stagediving).

### Lyrik

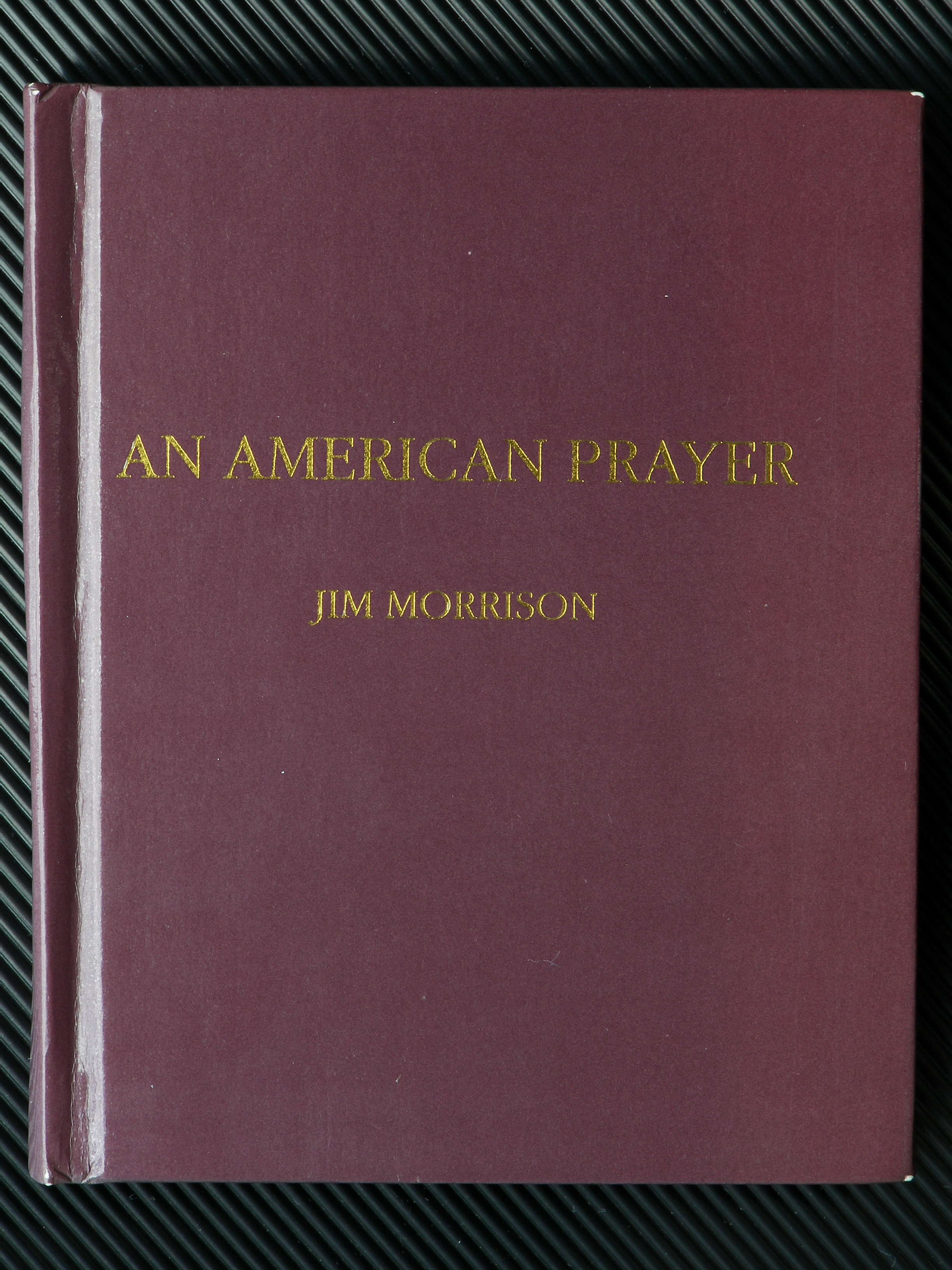
Jim Morrison, An American Prayer. Privatdruck bei Western Lithographers vom Juli 1970, Auflage: 500 Exemplare

Neben Morrisons Gesang und Songtexten fanden seine literarischen und filmischen Arbeiten nur geringe Beachtung. Der Rockstar gab an, die besondere Stärke der Poesie liege in ihrer Dauerhaftigkeit begründet:

„Seit es Menschen gibt, können sie sich Wörter und Wortkombinationen merken. Nichts kann einen Holocaust überleben außer Gedichten und Liedern. Keiner kann sich einen ganzen Roman merken. Niemand kann einen Film, eine Skulptur, ein Gemälde beschreiben. Aber solange es Menschen gibt, können Lieder und Gedichte weiterleben.“

In seiner umfangreichen Studie zum Dichter Jim Morrison urteilte Collmer, im Vergleich zu seinen literarischen Vorbildern sei Morrison „überhaupt nicht als literarisches Genie [zu] bezeichnen“, doch habe er, „vereinzelt, beachtenswerte literarische Leistungen“ hervorgebracht. Auf der Grundlage von Tageseindrücken habe Morrison in seinen Texten regelmäßig mehrschichtige Bedeutungsgehalte aufgebaut.
Die Einflüsse auf Morrisons literarisches Schaffen sind vielfältig. Neben Versatzstücken der Kulturen der amerikanischen Ureinwohner spiegeln seine Texte Anregungen von Schriftstellern des 19. Jahrhunderts wie dem Naturmystiker William Blake oder den französischen Symbolisten Charles Baudelaire und Arthur Rimbaud wider. Deutliche Spuren hinterließen die Autoren der Beat Generation der 1950er Jahre wie Jack Kerouac (vor allem die „Beat-Romane“ Unterwegs und Doctor Sax) oder Michael McClure, deren Arbeiten von spontanen Schaffensformen und offenen Kompositionsprinzipien geprägt waren. Aus Kerouacs Werken übernahm Morrison indianische, aztekische oder ägyptische Chiffren. Die Werke des Mythenforschers Joseph Campbell und des Sozialanthropologen James Frazer fanden Niederschlag in Arbeiten wie The Celebration of the Lizard.
Morrison war Autor des aphoristischen Lyrikbands The Lords / Notes on Vision, der sich auf „ein romantisches Geschlecht von Menschen, die einen Weg gefunden haben, ihre Umwelt und ihr eigenes Leben zu kontrollieren“, und auf filmästhetische Fragen konzentrierte. Sein zweiter Band The New Creatures (1969) griff im Titel ein Paulus-Zitat (2 Kor 5,17 ) auf. Beide Lyrikbände erschienen im April 1970 gemeinsam als Hardcover bei Simon & Schuster. Im selben Jahr ließ Morrison in einem Privatdruck bei Western Lithographers den Lyrikband An American Prayer drucken. Einzelne Gedichte wurden in diversen amerikanischen und britischen Zeitschriften („16 Spec“, „Circus“, „Disc“, „Eye“, „The Los Angeles Image“, „Rolling Stone“) abgedruckt.
Zu öffentlichen Lesungen kam es kaum, weil Morrison es „ziemlich hart [fand], etwas einfach so trocken vorzulesen.“ Während seiner Collegezeit in St. Petersburg hatte Morrison 1961/62 erstmals im Contemporary-Café eigene Texte vorgetragen und sich selbst auf der Ukulele begleitet. Im Mai 1969 trug der sichtlich nervöse Doors-Frontmann seine Lyrik sowohl in der Sacramento State College Gallery (SacSC Gallery) als Gast Michael McClures als auch an zwei Abenden im Kino „Cinematheque 16“ in Los Angeles bei einer Benefiz-Veranstaltung des US-Schriftstellers Norman Mailer vor. Auch während eines Jimi-Hendrix-Konzerts im The Village Gate in New York soll Morrison am 4. Mai 1970 eigene Texte vorgetragen haben.
Mehrfach zeichnete der Sänger eigene Lyrik in Tonstudios auf. Die erste Aufnahme von 40 Gedichten entstand wohl am 8. Juni 1969 im Elektra Sound Recorders-Studio in Los Angeles und wurde auszugsweise 1978 auf der Lyrik-LP An American Prayer der Doors veröffentlicht. Eine zweite Studio-Session, die 22 teilweise unvollendete Texte Morrisons umfasste, wurde am 8. Dezember 1970 im Village Recorders-Studio aufgezeichnet. Der Ruf Morrisons als amerikanischer Poète maudit wurde durch die nach dem Tod des Sängers veröffentlichten Lyriksammlungen Wilderness – The Lost Writings of Jim Morrison (1988) und The American Night (1990) weiter gefestigt (zuvor auf Deutsch bereits Ein Amerikanisches Gebet, 1978, und Far Arden, 1985). In Zusammenhang mit der allmählichen Publikation von Nachlasstexten seit den 1980er Jahren wurden Morrisons metaphernreiche Songtexte und Gedichte wiederholt zum Gegenstand literaturwissenschaftlicher Untersuchungen. Zugleich nahm der Marktwert von Morrison-Autographen zu: Eine Handschrift von The Celebration of the Lizard erzielte bei einer Auktion von Christie’s in New York am 4. Februar 1998 einen Preis von 40.000 Dollar, ein L.A.-Woman-Autograph wechselte bei einer Auktion in Berkshire am 4. August 2010 für 13.000 Pfund Sterling (etwa 16.000 Euro) den Besitzer und zwei seiner Pariser Notizhefte erzielten 2007 und 2013 Preise von 140.000 bzw. 200.000 Dollar.

### Filmprojekte
Morrison hatte zunächst Filmregisseur werden wollen. Während seiner Studienzeit produzierte er 1964/65 mit seinen Kommilitonen Phil O’Leno und John DeBella zwei unkonventionelle Kurzfilme in Montagetechnik. In seinem Gedichtband The Lords (1969), der von den Schriften des klassischen Philologen Norman O. Brown inspiriert ist, stellte Morrison das Kino als „totalitärste aller Kunstformen“ dar. Das Kino vermittle dem Zuschauer den Eindruck, dass der Schmerz der Individualität vorübergehend aufgehoben sei. Darüber hinaus entspreche der Film am stärksten der Alltagswahrnehmung:

„Ich interessiere mich für Film, weil er für mich in der Kunst die größtmögliche Annäherung an den wirklichen Strom des Bewusstseins – im Traumleben wie im auch in der alltäglichen Wahrnehmung der Welt – darstellt, die wir haben.“

Gemeinsam mit dem Beat-Schriftsteller Michael McClure, den Morrison im Mai 1967 in Los Angeles kennengelernt hatte, arbeitete der Sänger später an verschiedenen, nicht realisierten Filmprojekten. Im September 1968 planten beide in London eine Verfilmung von McClures Stück The Beard (1965), in der Morrison die Rolle des Gesetzlosen und Serienmörders Billy the Kid spielen sollte. Im selben Jahr trat Morrison als Statist in Agnès Vardas US-Filmkomödie Lions Love auf. Weitere Filmpläne Morrisons betrafen McClures mystischen Abenteuerroman The Adept (veröffentlicht erst 1971). Gemeinsam erstellten McClure und Morrison 1970 für MGM eine Drehbuchfassung des Romans, die mehrere hundert Seiten umfasste.
Der von Morrison und den Doors als „Dokument dieser Ära“ produzierte kurze Konzertfilm A Feast of Friends wurde im Mai 1969 auf dem „Atlanta International Film Festival“ mit dem ersten Preis in der Kategorie „Dokumentarfilm“ ausgezeichnet und im selben Jahr bei zahlreichen anderen Filmfestivals gezeigt, hatte beim Publikum und den Kritikern allerdings nur begrenzt Erfolg. Manzarek, Krieger und Densmore distanzierten sich zur Enttäuschung Morrisons von dem Film.
Morrisons bekanntestes, aber öffentlich nur am 27. März 1970 im Queen Elisabeth Theatre in Vancouver und erneut in Paris 1993 gezeigtes Filmprojekt ist HWY: An American Pastoral. Das zwischen Frühjahr und Sommer 1969 entstandene, wenig strukturierte Spielfilmfragment im Stil des Direct Cinema weist starke Abweichungen vom unvollendeten Drehbuch auf. Morrison finanzierte durch die eigens dafür gegründete Produktionsgesellschaft „HiWay Productions“ sein Low-Budget-Projekt über einen Anhalter, der in einer unwirtlichen Gegend seinen Fahrer tötet und dessen Auto stiehlt. Als Collegestudent war Morrison 1962 regelmäßig per Anhalter von Tallahassee 450 Kilometer zu einer Freundin nach Clearwater gefahren. Die bei Palm Springs in der Mojave-Wüste und in Los Angeles gedrehten Filmsequenzen über den Highway-Mörder – eine Vatermörder-Chiffre – sollten der Einholung weiterer Gelder dienen, mit denen das Projekt hätte abgeschlossen werden können. Unterstützt wurde Morrison bei HWY von seinen Freunden Paul Ferrara, Frank Lisciandro und Babe Hill. Den Soundtrack produzierte der mit Morrison befreundete Pianist Fred Myrow. Im Oktober 1969 wurde die Filmhandlung durch die von besonderer Grausamkeit gekennzeichneten Tate-/LaBianca-Morde, die Mitglieder der Manson Family in Los Angeles begingen, von der Wirklichkeit eingeholt. Auszüge aus dem HWY-Filmmaterial wurden erst 2009 in Tom DiCillos Kino-Dokumentation When You’re Strange (deutsch: The Doors: When You’re Strange) veröffentlicht.
1971 wollte Morrison während seines zweiten Paris-Aufenthalts A Feast of Friends und HWY zur Aufführung bringen. Morrison arbeitete an weiteren Filmprojekten. Wie seit 1968 mehrfach geschehen, erreichten ihn auch in Paris Anfragen zur Übernahme von Rollen in Spielfilmen.

### Nach Morrisons Tod

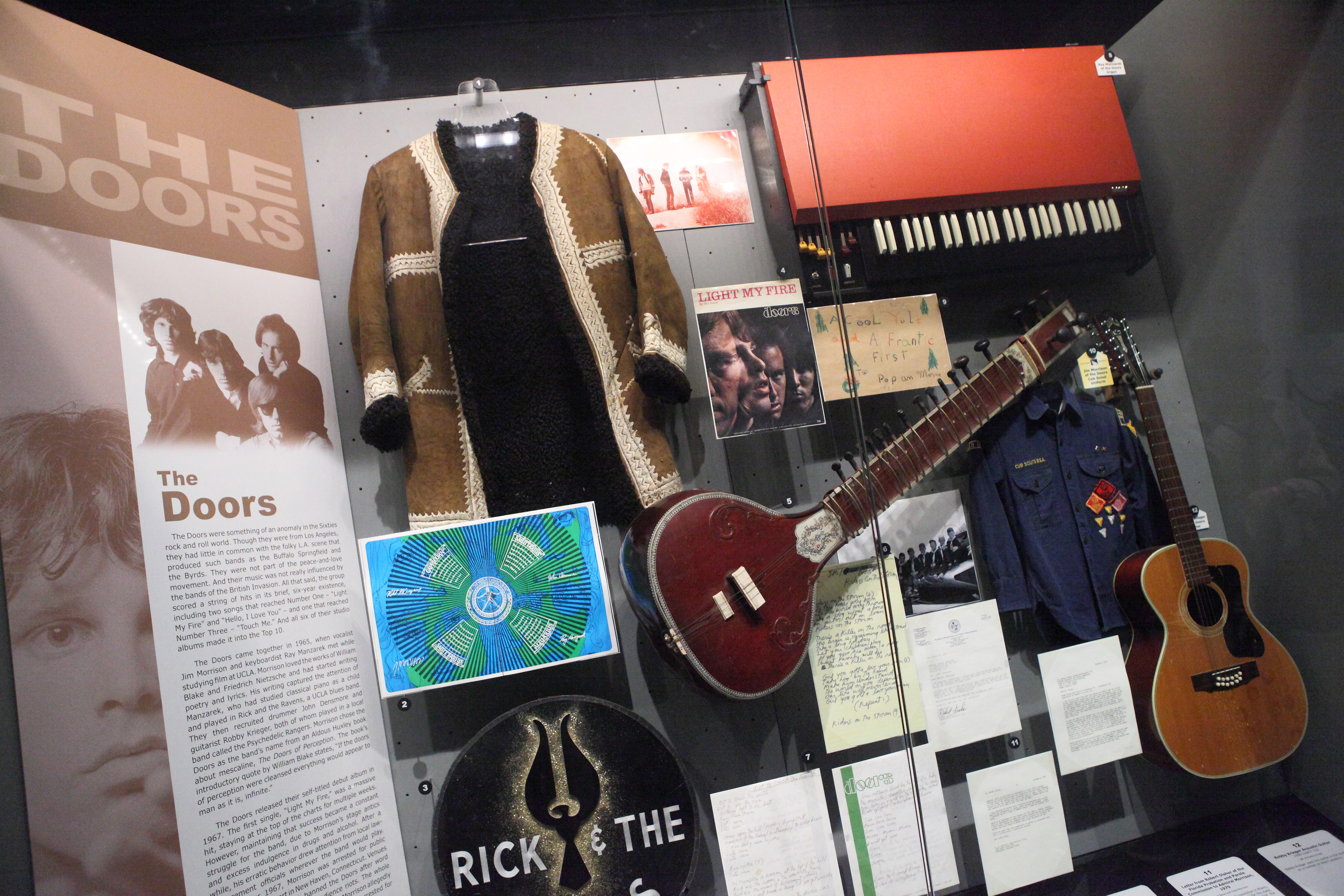
Artefakte von The Doors in der Rock and Roll Hall of Fame, Cleveland, Ohio, darunter Jim Morrisons Pfadfinderjacke

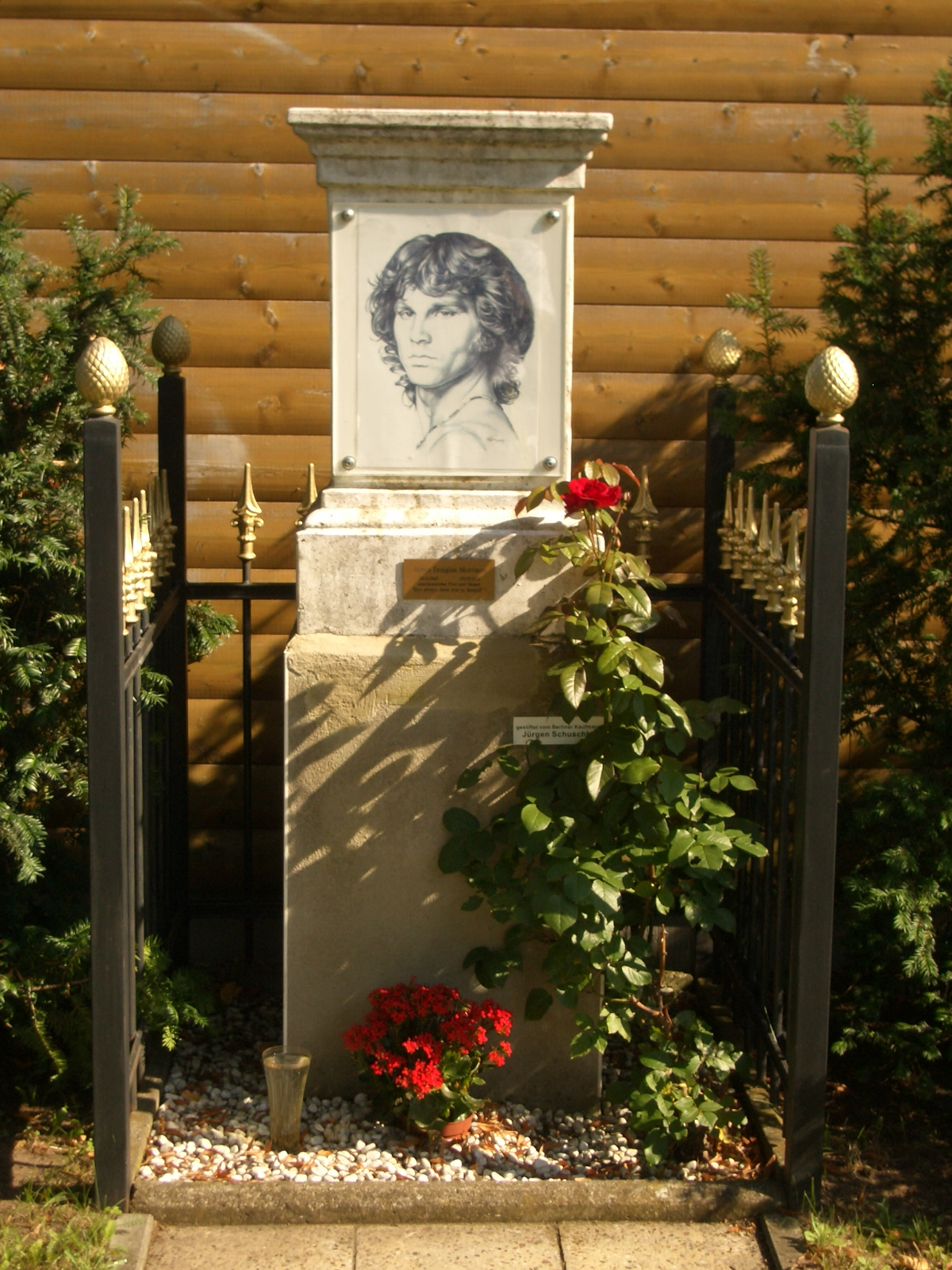
Morrison-Denkmal, das 2003 in Berlin-Baumschulenweg eingeweiht wurde

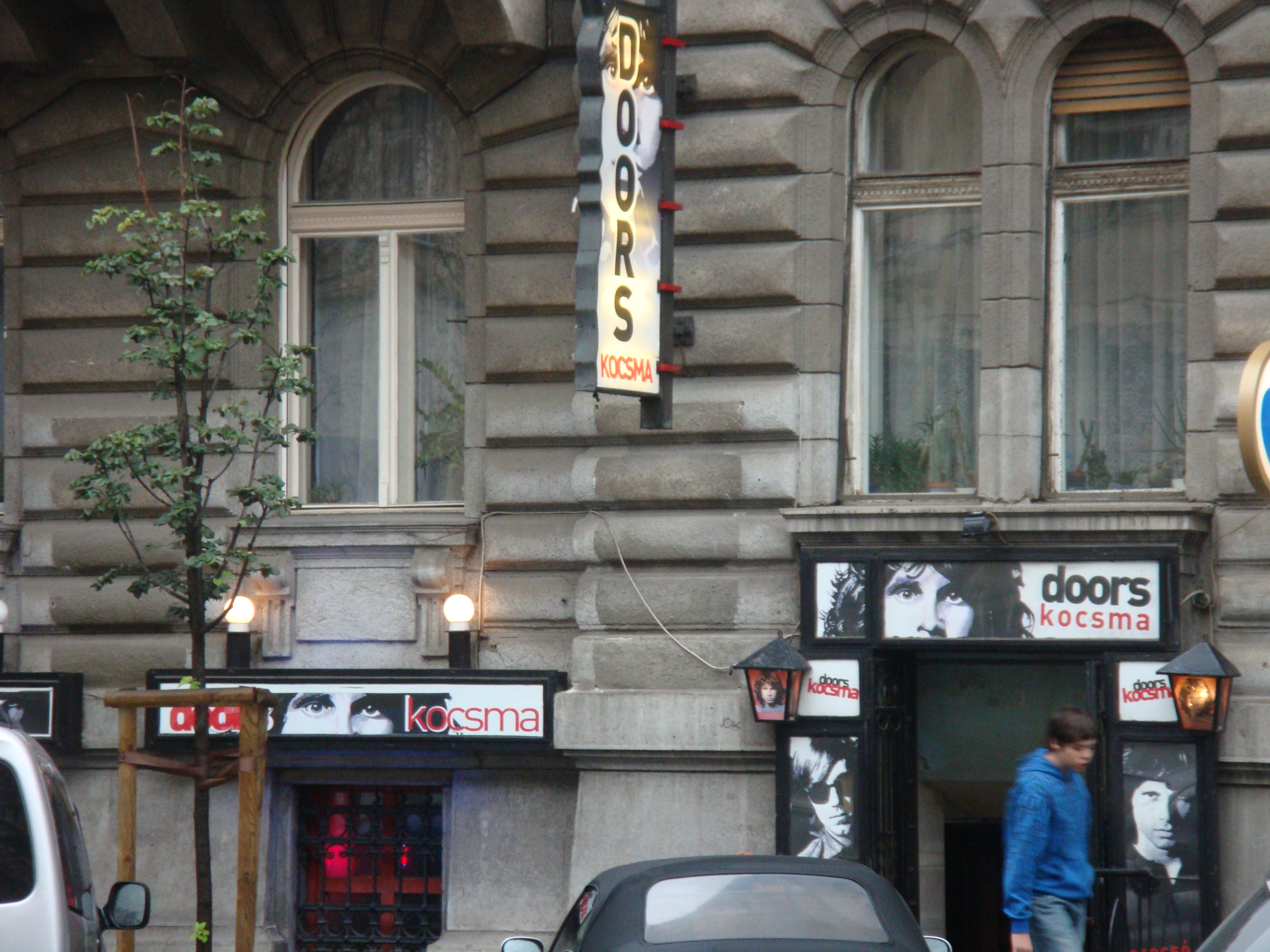
Eine Doors-Kneipe in Budapest mit Morrisons Konterfei (2010)

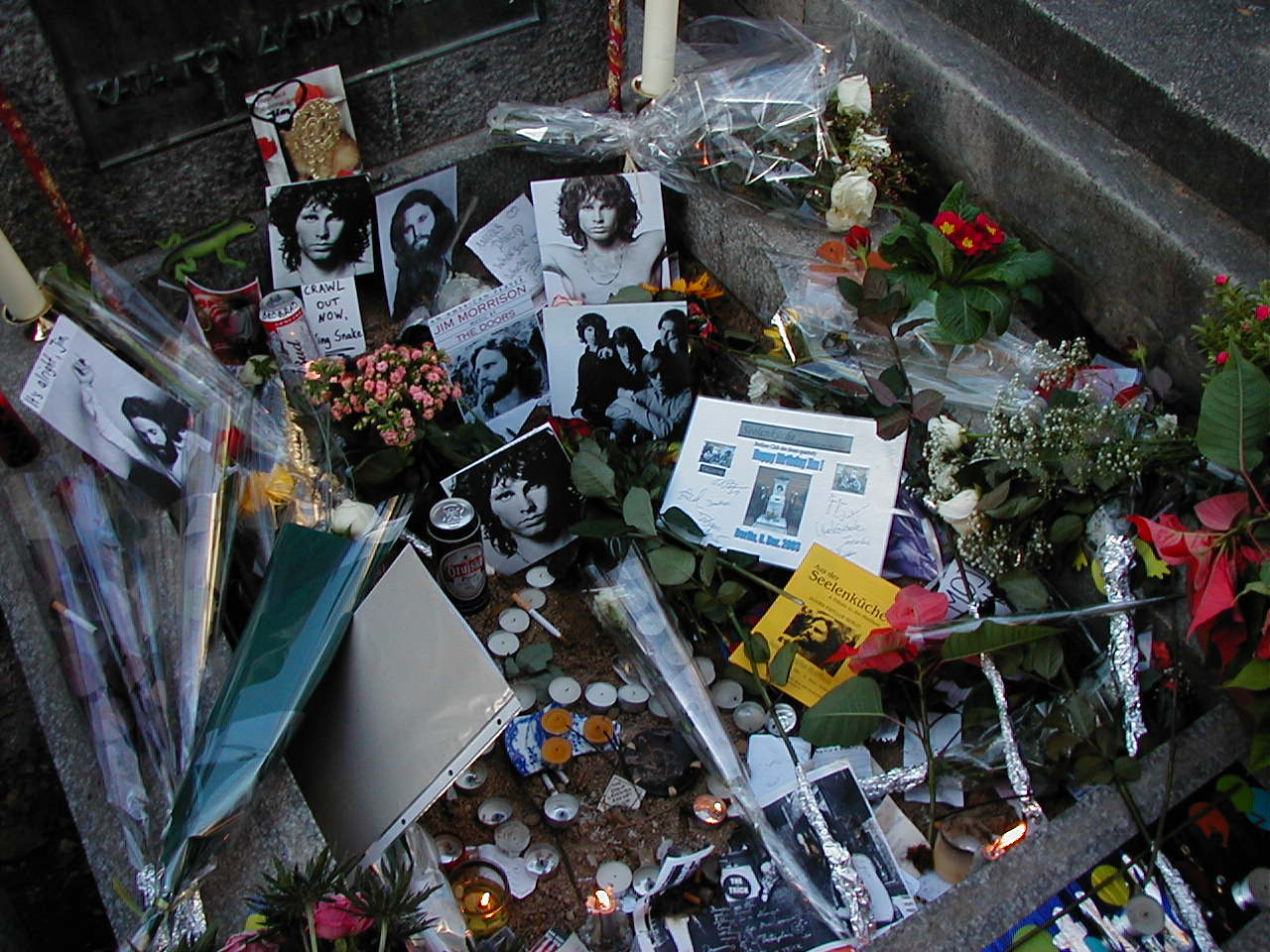
Grab auf dem Père-Lachaise in Paris an seinem 60. Geburtstag

Trotz seiner nur wenige Jahre andauernden Karriere mit den Doors hat der Rockstarmythos um Morrison in Zusammenhang mit mehreren Kinofilmen (darunter Apocalypse Now 1979, The Doors 1991, Forrest Gump 1994 und When You’re Strange 2009) und Buchpublikationen mehrere Renaissancen erlebt. Die verbliebenen Bandmitglieder der Doors haben sechs Jahre nach Morrisons Tod eine Auswahl hinterlassener Gedichtaufnahmen mit Musik unterlegt, sie um alte Doors-Livemitschnitte und eine Sequenz aus dem Morrison-Film HWY ergänzt und diese 1978 auf dem Spoken-Word-Album An American Prayer veröffentlicht. Das Album klang mit Remo Giazottos von Tomaso Albinoni inspirierter Komposition Adagio g-Moll aus. An American Prayer wurde im Juni 1995 zum Nummer-eins-Album auf dem „Billboard’s Top Pop Catalogue Albums“ und war das einzige Doors-Album, das in den USA für einen Grammy (als Best Spoken Word Album) nominiert war.
Ebenfalls im Jahr 1978 entstand der Dokumentarfilm 20 Stunden mit Patti Smith, in dem sich die Punksängerin Patti Smith beim Lesen von Morrison-Gedichten filmen ließ. Neben Patti Smith beeinflusste Morrison mit seinem Erscheinungsbild und dem Habitus des revoltierenden Rockstars in den folgenden Jahrzehnten unterschiedliche Musiker und Bands wie Scott Stapp von Creed, Iggy and the Stooges, Ian Curtis von Joy Division oder Scott Weiland von den Stone Temple Pilots.
Der US-Regisseur Francis Ford Coppola, der gemeinsam mit Morrison das Filminstitut der UCLA besucht hatte, griff 1979 für den Soundtrack seines Antikriegsfilms Apocalypse Now neben Richard Wagners Walkürenritt auch auf Doors-Musik zurück. Die Eingangssequenz des Films unterlegte Coppola mit dem Song The End.
Die erste Morrison-Biografie No One Here Gets Out Alive (deutsch: Keiner kommt hier lebend raus) von Jerry Hopkins und Danny Sugerman wurde 1980 mit weltweit mehr als vier Millionen verkauften Exemplaren zu einem Kassenschlager und führte zu einem Wiederaufleben des Interesses an dem verstorbenen Doors-Sänger. Der Titel von Hopkins/Sugermans Rockstarbiografie war dem Doors-Song Five To One (1968) entlehnt. In Zusammenhang mit Hopkins/Sugermans Spekulationen über ein Überleben Morrisons entstand auch das Genre der fingierten Morrison-Biografien und -Romane, deren Gegenstand frei erfundene Abenteuer des „weiterlebenden“ Doors-Frontmanns sind.
Der US-amerikanische Filmregisseur und Oscar-Preisträger Oliver Stone verfilmte 1990 die Morrison-Biografie und die Geschichte der Band unter dem Titel The Doors. Der Film, der hauptsächlich auf der Morrison-Biografie von Hopkins und Sugerman basierte, trug maßgeblich zur posthumen Imagebildung und -verfestigung Morrisons bei. Schauspieler wie Richard Gere, Michael O’Keefe oder John Travolta hatten Interesse an der Rolle Morrisons gezeigt, die schließlich von Val Kilmer übernommen wurde. Meg Ryan spielte Pamela Courson. In Cameo-Auftritten traten die britischen Rockmusiker Eric Burdon und Billy Idol und zudem Robbie Krieger, John Densmore sowie Patricia Kennealy auf. Die Authentizität von Stones cineastischem Porträt Morrisons als modernen Schamanen war umstritten. Stone hatte die Doors zu Morrisons Lebzeiten nicht live erlebt. Während Kilmers schauspielerische Leistung von der Kritik gelobt wurde, griffen vor allem die Doors-Mitglieder und Freunde Morrisons die Darstellung des Sängers als außer Kontrolle geratenen Soziopathen an. Manzarek sagte nach der Filmpremiere, dass es ein guter Film sei, der eine amerikanische Rock-Band zeige, niemals aber die Doors und schon gar nicht Jim Morrison. Der Film endet mit einer Aufnahme des Grabs auf dem Pariser Friedhof Père-Lachaise, für die kurzzeitig eine neue Morrison-Büste am Grab aufgestellt worden war.
Stones Spielfilm machte eine neue Generation von Anhängern mit Jim Morrison vertraut, deren Begeisterung für die Rock-Ikone in den 1990er Jahren zeitweilig bizarre Formen annahm. Am 20. Todestag Jim Morrisons mussten 1991 am Friedhof Père-Lachaise die Compagnies Républicaines de Sécurité, eine kasernierte Spezialeinheit der Nationalpolizei Frankreichs, einschreiten. Die Spezialeinheit hinderte Morrison-Fans, die nach dem Fall des Eisernen Vorhangs vermehrt aus den ehemaligen Ostblock-Staaten angereist waren, an einem Durchbrechen der verriegelten Friedhofstüren mit einem gestohlenen Wagen und am gewaltsamen Vordringen auf den Friedhof. Nach dem frühen Tod des Nirvana-Sängers Kurt Cobain im Frühjahr 1994 wurde von Publikumsmedien das Konstrukt eines Klub 27 geprägt, dem mehrere populäre Musiker mit exzessivem Lebensstil und frühem Todeszeitpunkt wie Jim Morrison und Cobain zugerechnet wurden; eine statistisch signifikante Häufung von Todesfällen bei 27-jährigen Musikerinnen und Musikern konnte empirisch hingegen nicht belegt werden.
In der Horrorkomödie American Werewolf in Paris von 1997 gibt sich in einer Szene ein junges Liebespaar auf dem Grab von Rocksänger Jim Morrison auf dem Pariser Friedhof Père-Lachaise der körperlichen Liebe hin, bis sich der Mann plötzlich im Schein des Vollmonds in einen Werwolf verwandelt.
Auch Jahrzehnte nach dem Tod des Doors-Sängers hält die Rezeption von Morrisons Songs und Texten an, wie ein 2003 in Berlin-Baumschulenweg eingeweihtes Morrison-Denkmal, der späte Erfolg einer US-Initiative zur Revision des Miami-Urteils vor dem Begnadigungsausschuss des Staates Florida im Dezember 2010, eine Reihe neuer Veröffentlichungen in verschiedenen Sprachen, zahlreiche Samples aus Doors-Songs durch andere Bands, Fanclubs, Coverbands und der regelmäßige Besucherstrom an Morrisons Grabstätte dokumentieren.
2009 erschien unter dem Titel When You’re Strange die erste abendfüllende Kino-Dokumentation über Morrison und die Doors. Der Film des US-amerikanischen Regisseurs Tom DiCillo erzählt die Geschichte der Band von den Anfängen am Strand von Venice Beach im Jahr 1965 über die sechs Studioalben bis zu Jim Morrisons Tod im Jahr 1971 (Sprecher: Johnny Depp). Die Feuilletons der deutschsprachigen Zeitungen besprachen den „sensationelle[n] Dokumentarfilm“ überwiegend positiv. Die Rezensentin der Süddeutschen Zeitung grenzte DiCillos Ansatz deutlich von dem seines Vorgängers ab: „Bei den Aufnahmen legendärer Songs, von ‚Light my Fire‘ bis ‚People are Strange‘, ist man so nah dabei, dass Oliver Stones 1991 entstandene Spielfilmversion dagegen reichlich exaltiert, lächerlich und künstlich wirkt.“
Im November 2010 wurde in Frankreich eine Graphic Novel zu Morrisons Biografie veröffentlicht. Im Mai 2011 choreographierte und inszenierte der Leipziger Ballettdirektor Mario Schröder am Opernhaus Leipzig ein Ballett über Jim Morrison. Die Leipziger Neuinszenierung knüpfte an ein früheres Morrison-Ballett vom Januar 2001 an, das Schröder am Mainfranken Theater Würzburg produziert hatte. Nach Jim Morrison wurde im Jahr 2013 eine vor 40 Millionen Jahren existierende Riesenechse Barbaturex morrisoni genannt.

### Morrison-Texte
- The Collected Works of Jim Morrison. Poetry, Journals, Transcripts, and Lyrics. Harper Design, New York 2021, ISBN 978-0-06302-897-5.
- Jim Morrison & The Doors – Die kompletten Songtexte. Bearbeitet und übersetzt von Heinz Gerstenmeyer. Schirmer/Mosel, München 1992 (Neuauflagen: 2000, 2004), ISBN 3-88814-467-1.
- The American Night. Deutsche Übersetzung von Barbara Jung und Sabine Saßmann. Maro, Augsburg 1991, ISBN 978-3-87512-206-0.
- Ein amerikanisches Gebet/An American Prayer und andere Gedichte. Hrsg. und übersetzt von Reinhard Fischer und Werner Reimann. Kramer, Berlin 1996, ISBN 3-87956-098-6
- Fernes Arden. Far Arden. Hrsg. und übersetzt von Werner Reimann. Kramer, Berlin 1985, ISBN 3-87956-173-7.
- Die Herren und die neuen Geschöpfe. Texte und Gedichte zu Film, Sehen, Alchemie und Magie. Hrsg. und übersetzt von Reinhard Fischer und Werner Reimann. Kramer, Berlin 1977, ISBN 3-87956-078-1.
- The Lords – Die Herrengötter. Notes on vision – Notizen zum Sehen. Neuübersetzung, Berlin 2018, ISBN 978-3-945980-09-5 (PDF).
- Wildnis. Die verlorenen Schriften von Jim Morrison. Übersetzt von Karin Graf, Nachwort von Arman Sahihi. Schirmer/Mosel, München 1989, ISBN 3-88814-337-3.

### Sekundärliteratur
- Thomas Collmer: Pfeile gegen die Sonne. Der Dichter Jim Morrison und seine Vorbilder. Maro-Verlag, Augsburg 1994, ISBN 3-87512-148-1; überarbeitete, aktualisierte & erweiterte Neuausgabe ebd. 1997, ISBN 3-87512-149-X; 2. (…) Neuausgabe ebd. 2002, ISBN wie zuvor; 3. überarbeitete und um ein langes Nachwort ergänzte Ausg. in 2 Bänden ebd. 2009, ISBN 978-3-87512-154-4
- Stephen Davis: Jim Morrison – Life, Death, Legend. Gotham, New York 2004, ISBN 1-59240-099-X (Paperback), ISBN 1-59240-064-7 (Hardcover)
- John Densmore: Riders on the Storm: Mein Leben mit Jim Morrison und den Doors. Hannibal, Innsbruck 2001, ISBN 3-85445-066-4 (Englisch: Riders on the Storm – My Life With Jim Morrison And The Doors. Delacorte Press, New York 1990, ISBN 0-385-30033-6)
- The Doors mit Ben Fong-Torres: The Doors: Die illustrierte autorisierte Biographie der Band. Schwarzkopf & Schwarzkopf, Berlin 2007, ISBN 978-3-89602-785-6 (Englisch: The Doors. Hyperion, New York 2006, ISBN 1-4013-0303-X, ISBN 978-1-4013-0303-7)
- Jerry Hopkins: Jim Morrison. Der König der Eidechsen: Die endgültige Biographie und die grossen Interviews. Schirmer/Mosel, München 1993, ISBN 3-88814-673-9 (Englisch: The Lizard King – The Essential Jim Morrison. Charles Scribner’s Sons / Macmillan, New York 1992, ISBN 0-684-19524-0)
- Jerry Hopkins, Daniel Sugerman: Keiner kommt hier lebend raus. Die Jim-Morrison-Biografie. Heyne, München 2001, ISBN 3-453-19784-4 (Englisch: No One Here Gets Out Alive. Warner Books, New York 1980, ISBN 0-446-97133-2, deutsche Erstausgabe: Maro Verlag, Augsburg 1981, ISBN 3-87512-050-7)
- Dylan Jones: Jim Morrison. Poet und Rockrebell. Wilhelm Heyne, München 1994, ISBN 3-453-07554-4. (Englische Originalausgabe: Jim Morrison. Dark Star. Bloomsbury Publishing, London 1990; Mit zahlreichen Schwarz-Weiß-Fotografien und Bibliographie)
- Patricia Kennealy-Morrison: Strange Days, mein Leben mit Jim Morrison. Egmont, Kopenhagen 1998, ISBN 3-8025-2522-1 (Englisch: Strange Days – My Life With And Without Jim Morrison. Dutton Books / Plume / Penguin Group, New York 1992)
- Frank Lisciandro: Stunde der Magie. Schirmer/Mosel, München 1994, ISBN 3-88814-715-8 (Englisch: Jim Morrison – An hour for magic. Delilah Communications, New York. 1982, ISBN 0-933328-22-2)
- Ray Manzarek: Die Doors, Jim Morrison und ich: Mein Leben mit den Doors. Hannibal, Wien 1999, ISBN 978-3-85445-165-5 (Englisch: Light My Fire – My Life with The Doors. G. P. Putnam’s Sons, New York 1998, ISBN 0-399-14399-8)
- Rainer Moddemann: The Doors. 2. überarbeitete Auflage. Heel, Königswinter 2001 (Erstauflage: Heel, Königswinter 1991), ISBN 3-89365-927-7
- James Riordan, Jerry Prochnicky: Break on Through. The Life and Death of Jim Morrison. William Morrow, New York 1991, ISBN 0-688-08829-5

## Filme

### Morrison-Filmografie
- A Feast of Friends (1968/69, DVD 2014), Regie: Paul Ferrara[154]
- HWY: An American Pastoral (1969), Regie: Jim Morrison, Paul Ferrara[155]

### Dokumentationen
- The Doors Are Open (1968, DVD 2014), Regie: John Sheppard
- The Doors: Live in Europe 1968 (1968, DVD 1998), Regie: Paul Justman, Ray Manzarek et al.
- Live at the Hollywood Bowl (1968, DVD 2001), Regie: Ray Manzarek
- The Doors: A Tribute to Jim Morrison (1981)
- The Doors: Dance on Fire (1985, DVD 2001), Regie: Ray Manzarek
- The Soft Parade, a Retrospective (1991, DVD 2001), Regie: Ray Manzarek
- The Doors – Legends (1997), VH1, Produzentin: Mary Wharton, Erzähler: Henry Rollins
- Jim Morrison: The Final 24 (2006), Discovery Channel, Global Television Network, Oprah Winfrey Network, Regie: Mike Parkinson
- The Doors: When You’re Strange (2009), Regie: Tom DiCillo
- The Doors: R-Evolution (2013)
- Jim Morrison: Die letzten Tage in Paris (Jim Morrison, derniers jours à Paris, 2021), Arte und RTBF, Regie: Olivier Monssens

### Doors-Spielfilm
- The Doors (1991, DVD 2002), Spielfilm von Oliver Stone mit Val Kilmer und Meg Ryan[156]